# Freistadt
Freistadt (ⓘ, tschechisch Cáhlov) ist eine oberösterreichische Stadtgemeinde mit 8270 Einwohnern (Stand 1. Jänner 2025) im Unteren Mühlviertel und seit 1849 Sitz der Bezirkshauptmannschaft des Bezirkes Freistadt. Die Stadt liegt rund 38 Kilometer nordöstlich der Landeshauptstadt Linz und rund 17 Kilometer südlich der Staatsgrenze zu Tschechien.
Freistadt wurde ab 1220 planmäßig angelegt und erlebte seine Blütezeit zwischen dem 14. und 16. Jahrhundert. Nach dem Dreißigjährigen Krieg verlor Freistadt sämtliche Privilegien aus der Gründungszeit. Daraus resultierte ein wirtschaftlicher Abschwung und im 19. Jahrhundert die Entwicklung zur Schul- und Verwaltungsstadt. In den beiden Weltkriegen fanden im Raum Freistadt keine kriegerischen Auseinandersetzungen statt. Nach dem Ende des Zweiten Weltkriegs lag Freistadt in der sowjetischen Besatzungszone.
Freistadt ist das schulische, kulturelle, medizinische und wirtschaftliche Zentrum des gleichnamigen Bezirks. Die gotische Altstadt mit der mittelalterlichen Stadtbefestigung, den Wehrtürmen und den barocken Fassaden der Bürgerhäuser zählt zu den Sehenswürdigkeiten der Stadt. Freistadt ist eine der wenigen Städte in Österreich, deren Befestigungsanlagen fast vollständig erhalten sind.

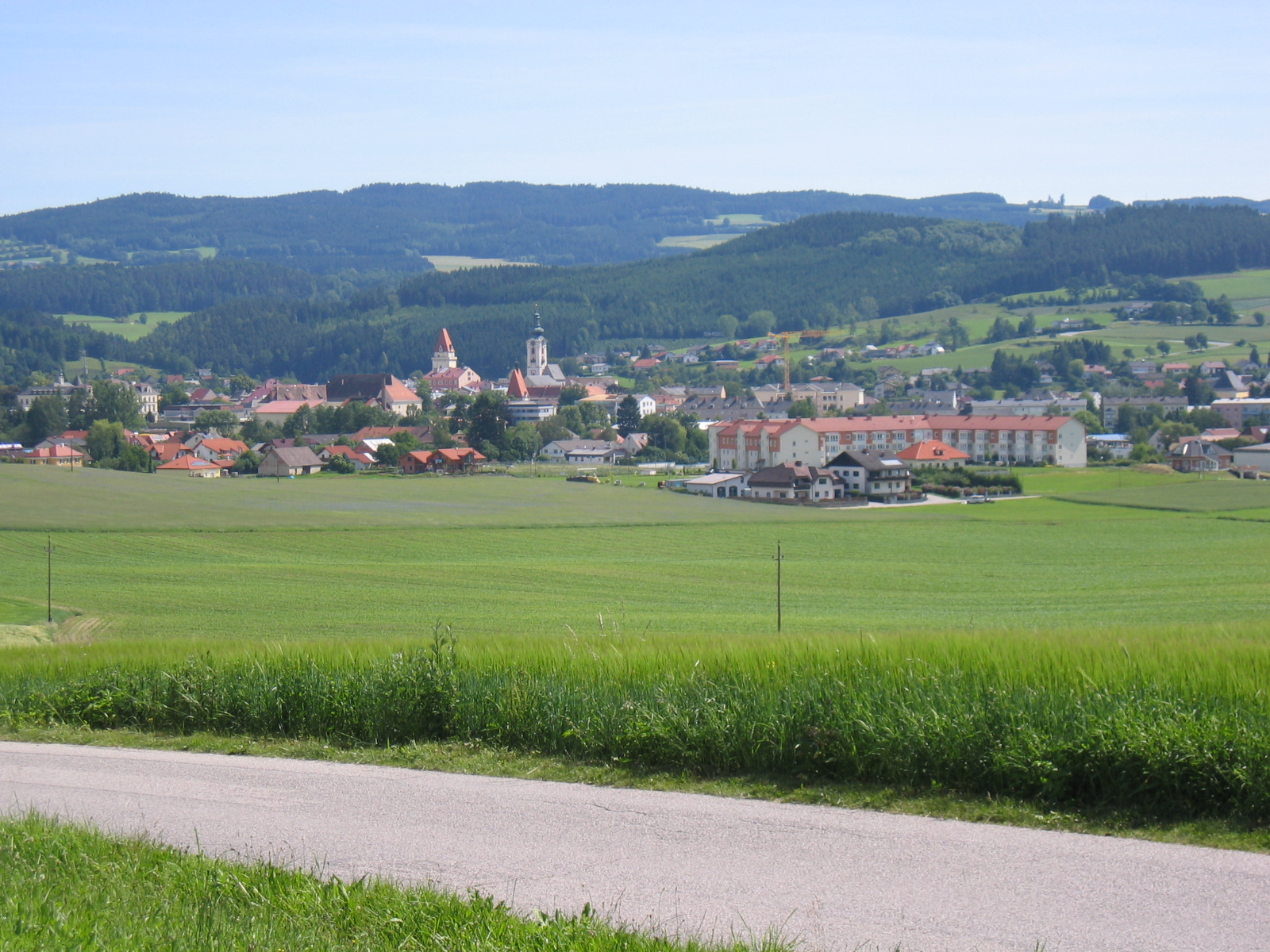
Freistadt vom Südwesten aus gesehen

## Geografie

### Lage
Freistadt liegt im nordöstlichen Teil des Mühlviertels (unteres Mühlviertel) südlich des Freiwalds in einer weitläufigen Talsenke, dem so genannten Freistädter Becken. Im Westen, Norden und Osten wird Freistadt von rund 650 bis 700 Meter hohen bewaldeten Hügeln umschlossen, die nur durch das Thurytal unterbrochen sind. Nach Süden hin umschließen kleinere Hügel das Stadtgebiet. Das Stadtgebiet erstreckt sich über 12,88 Quadratkilometer. Damit ist Freistadt flächenmäßig die zweitkleinste Gemeinde des Bezirks. Die größte Ausdehnung in Ost-West-Richtung beträgt 4,9 km, in Nord-Süd-Richtung 5,7 km.
Die Stadt liegt auf einer Höhe von 560 m ü. A., gemessen beim Rathaus am Hauptplatz. Der höchste Punkt des Gemeindegebietes ist mit einer Höhe von 732 m ü. A. der Trölsberg im Südwesten, der niedrigste befindet sich an der Feldaist im Südosten (rund 544 m ü. A.).
Die Landeshauptstadt Linz liegt rund 38 km südwestlich von Freistadt entfernt, die tschechische Stadt České Budějovice (Budweis) etwa 60 km nördlich von Freistadt. Die Bundeshauptstadt Wien ist in östlicher Richtung zwei Autostunden entfernt (circa 180 km). Die Staatsgrenze zu Tschechien (bei Wullowitz) befindet sich annähernd 17 km nördlich der Stadt.

### Geologie und Gewässer

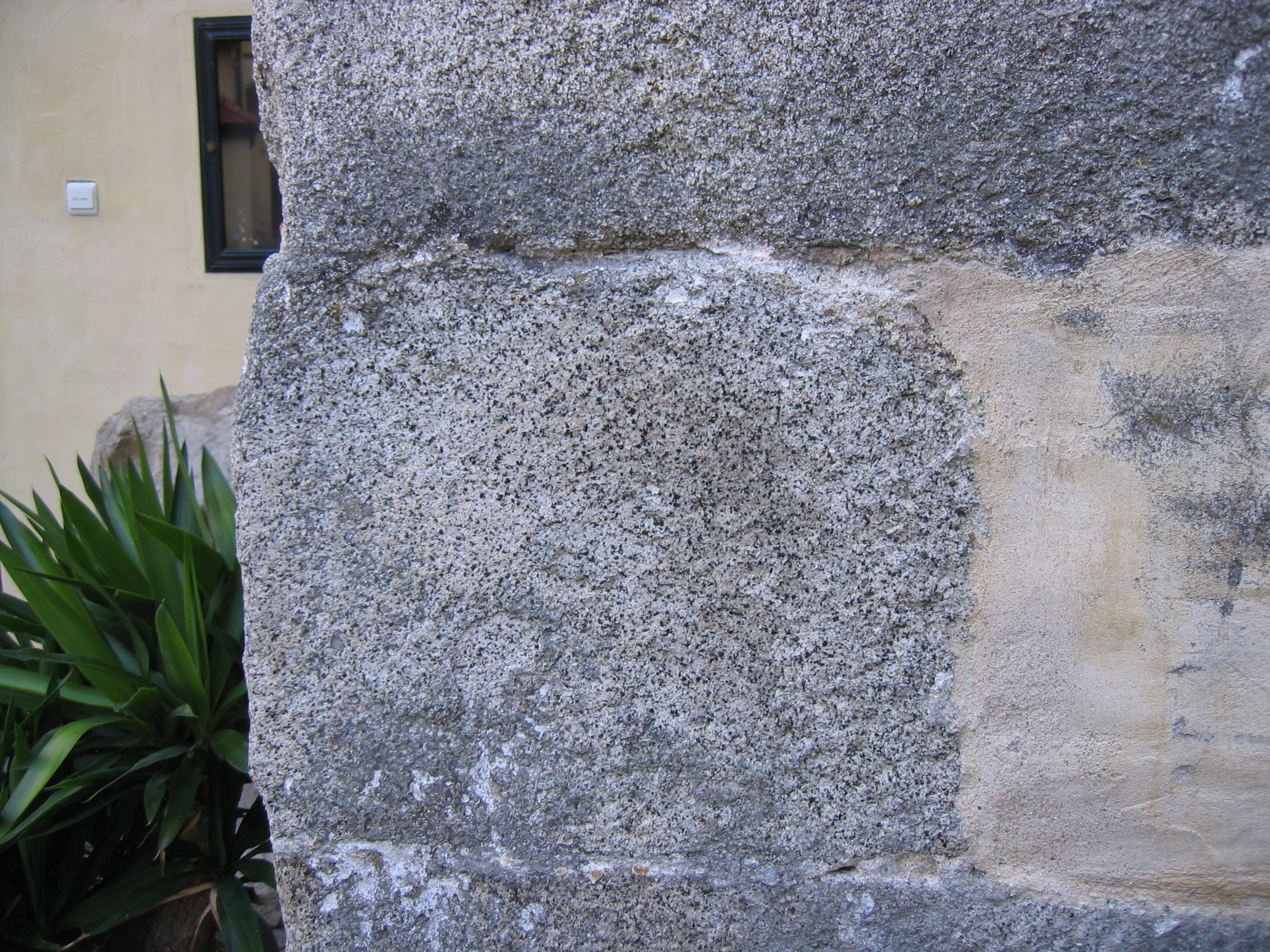
Freistädter Granodiorit als Baumaterial am Bergfried verwendet

Freistadt liegt auf dem Granit- und Gneisplateau, dem österreichischen Anteil der Böhmischen Masse und gehört zur oberösterreichischen Raumeinheit Zentralmühlviertler Hochland. Im Raum Freistadt ist der Freistädter Granodiorit zu finden, der in zwei Varianten auftritt, dem mittelkörnigen Randtyp (Randfazies) und dem feinkörnigen Kerntyp (Kernfazies). Ab der Hafnerzeile entlang des Grabens (nordöstlich der Altstadt, entlang der Feldaist) kommt der Grabengranit vor, ein mittelkörniger Zweiglimmergranit mit dem Hauptanteil an Plagioklas und auffallend großen, runden Quarzkörnern. Der Biotitgehalt beträgt circa 7 %, der Hellglimmergehalt 3 bis 4 %. Obwohl der Grabengranit Ähnlichkeiten mit dem Freistädter Granodiorit hat, hebt er sich durch seine Helligkeit ab. Im Bereich der Altstadt herrscht vor allem grober Granodiorit vor.
Entlang des Gewässers Jaunitz im Bereich des Bahnhofs stehen Tertiärsedimente an, die entlang der Bahnlinie in Richtung Norden verlaufen. Die glimmer- und feldspatreichen Sedimente lassen sich im Wesentlichen in rostbraune Sande und Kiese sowie blaugraue Sande, Schluffe und Tone aufteilen. Immer wieder werden Stücke von verkieseltem Holz in diesen Sedimenten gefunden. Im Talbereich der Jaunitz bestehen diese Sedimente in geringer Mächtigkeit, nach Norden beziehungsweise Nordosten ziehen sie über einen Höhenrücken zum Gehöft Prandl. Der einzige gute Aufschluss ist die Kies- und Sandgrube rund 500 Meter nordöstlich des Gehöftes Lengauer (Gemeinde Waldburg).
Durch Freistadt fließt die Feldaist von Norden nach Süden in Richtung Donau. Die Jaunitz, von Westen kommend, bildet im Süden teilweise die Gemeindegrenze und mündet in die Feldaist. Weitere Fließgewässer (Bockaubach und Scherbenbach), die ebenfalls in die Feldaist münden, sind unbedeutend. Die Bäche im Raum Freistadt lagerten kaum nennenswerte Mengen von Alluvionen ab. An namhaften Stillgewässern existiert der Frauenteich beim Böhmertor, der Pregartenteich beim Brauhaus sowie der Weihteich im Ortsteil Galgenau.

### Stadtgliederung und Flächennutzung

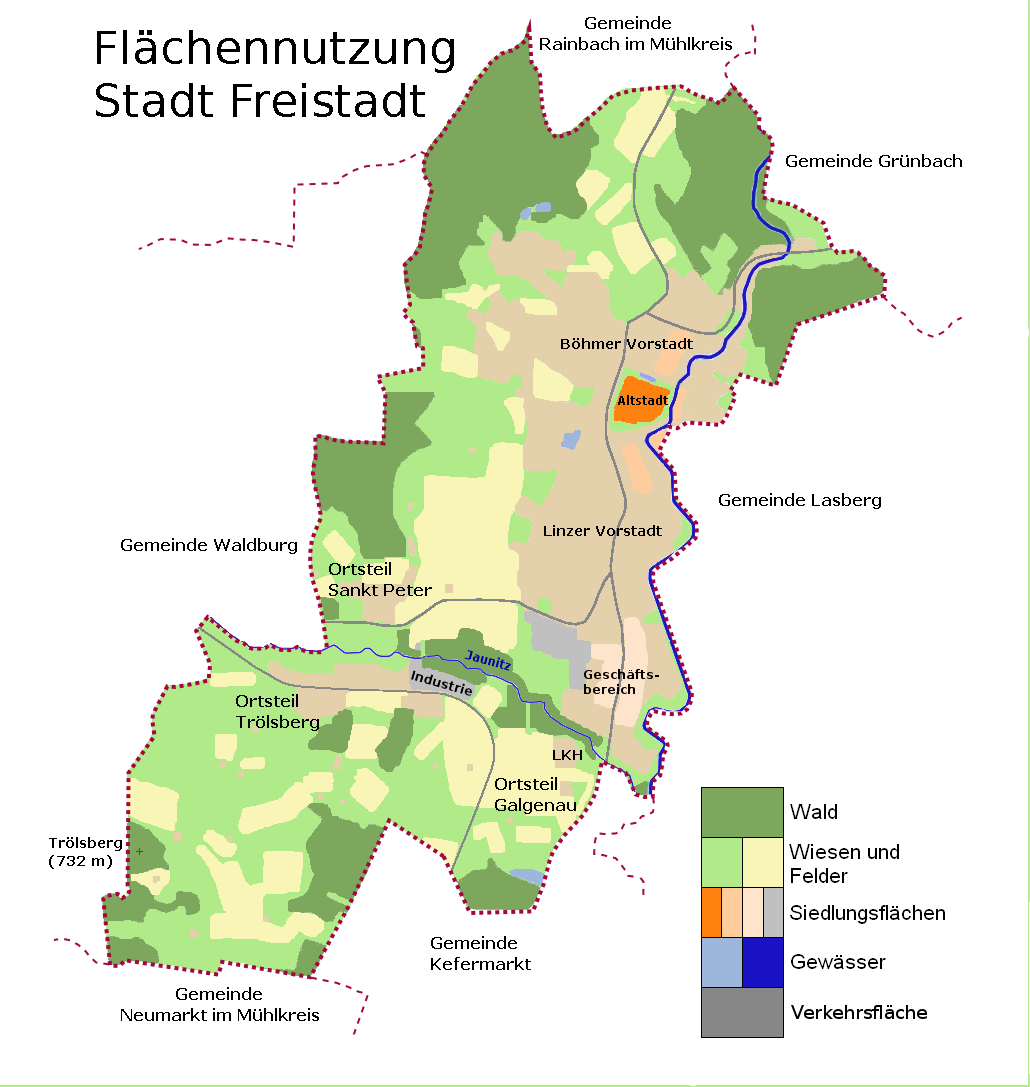
Übersichtskarte und Flächennutzung

Die Stadt liegt in der gleichnamigen Katastralgemeinde und gliedert sich in vier folgende Ortschaften (in Klammern Einwohnerzahl Stand 1. Jänner 2025):
- Freistadt (7718)
- Galgenau (5)
- Sankt Peter (329)
- Trölsberg (218)

Der Ortsteil Freistadt umfasst das gesamte bebaute Gebiet rund um die Altstadt samt der Böhmer Vorstadt im Norden und der Linzer Vorstadt im Süden. Der Ortsteil Galgenau liegt im Süden der Stadt im Bereich der Landwirtschaftsschule, der Ortsteil Trölsberg umfasst die Gebäude rund um den Bahnhof im Südwesten und der Ortsteil St. Peter liegt nördlich des Ortsteils Trölsberg auf einer Anhöhe. Die zuletzt genannten drei Ortsteile kamen am 1. November 1938 zum Gemeindegebiet hinzu, als die Gemeinde Zeiß aufgelöst wurde bzw. am 1. Oktober 1939 als Gebiete von den Gemeinden Waldburg und Grünbach abgetreten wurden.
Der größte Anteil der Gemeindefläche von 12,88 Quadratkilometern wird von landwirtschaftlichen Nutzflächen eingenommen, die mehr als 48 % des Gemeindegebietes umfassen (Oberösterreich 49,3 %). 24,1 % entfallen auf Wälder (Oberösterreich: 36,9 %), 15,5 % auf Bauflächen und Gebäude, 6,7 % auf Verkehrsflächen, 2,2 % auf Gärten, 0,9 % auf Gewässer und 2,6 % auf sonstige Flächen.

### Klima

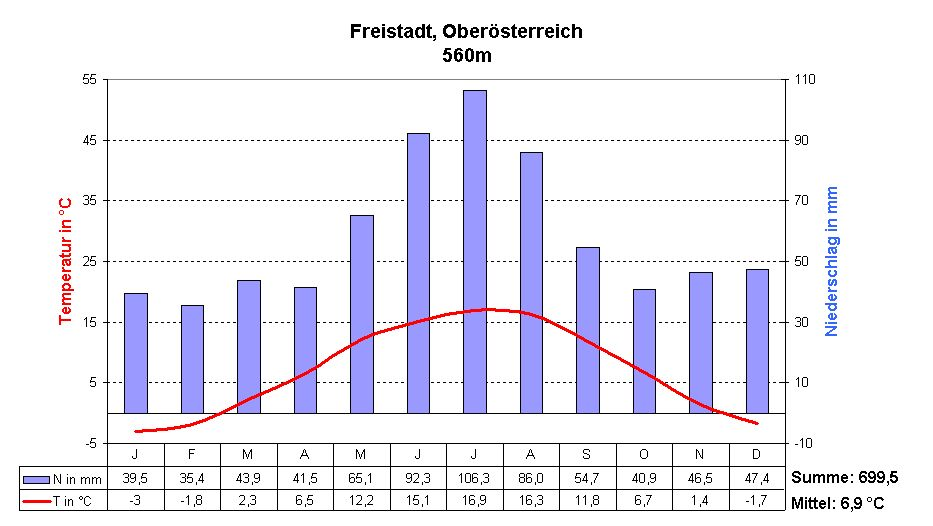
Klimadiagramm

Das Klima in Freistadt ist rau, bedingt durch die Lage in einer Talsenke (Kaltluftseebildung). In seltenen Fällen kann daher schon im September Morgenfrost eintreten. Das Freistädter Becken unterscheidet sich klimatisch vom südlichen Mühlviertel und vom oberösterreichischen Zentralraum durch mehr Schnee und eine etwas geringere Nebel- und Hochnebelhäufigkeit. Der Niederschlag ist geringer als in ähnlicher Seehöhe am Alpennordrand Oberösterreichs. Das Becken zählt zu den klimatisch kontinentalsten Teilen Oberösterreichs.
Die Lufttemperatur (Tagesmittel) in den Jahren 1971 bis 2000 war im Vergleich zur Landeshauptstadt Linz durchschnittlich um rund 2,5 °C niedriger und betrug für Freistadt 6,9 °C. Die mittlere Niederschlagsmenge lag bei rund 700 Millimetern jährlich. 75,5 Frosttagen und 21 Eistagen stehen 50,7 Sommertage und 8,3 heiße Tage gegenüber. An durchschnittlich 74,2 Tagen liegt Schnee; an 10,5 Tagen beträgt die Schneehöhe mehr als 20 Zentimeter, wobei die maximale Schneedecke mit 65 cm im Februar erreicht wird. Freistadt verzeichnet jährlich 1741,1 Sonnenstunden, wobei zwischen November und Jänner jeweils weniger als 50, hingegen im Juli und August mehr als 235 Sonnenstunden anfallen. Der Wind kommt meist aus west- und nordwestlicher Richtung.
Freistadt ist seit 1991 Klimabündnis-Partnergemeinde und verweist auf eigene Aktivitäten zur kontinuierlichen Verminderung der Treibhausgas-Emissionen, beispielsweise in den Bereichen Energie, Verkehr und Sonstige Projekte.
|                        | Jan  | Feb  | Mär  | Apr  | Mai  | Jun  | Jul  | Aug  | Sep  | Okt  | Nov  | Dez  |   |      |
| Mittl. Temperatur (°C) | −3,0 | −1,8 | 2,4  | 7,3  | 12,9 | 15,9 | 17,8 | 17,0 | 12,2 | 7,3  | 2,1  | −1,7 | ⌀ | 7,4  |
| Mittl. Tagesmax. (°C)  | 1,4  | 3,5  | 8,0  | 13,8 | 19,1 | 21,7 | 24,0 | 23,5 | 18,7 | 13,6 | 6,4  | 2,1  | ⌀ | 13   |
| Mittl. Tagesmin. (°C)  | −6,4 | −5,6 | −1,6 | 1,8  | 6,7  | 9,7  | 11,5 | 11,2 | 7,4  | 3,1  | −1,2 | −4,8 | ⌀ | 2,7  |
|                        |      |      |      |      |      |      |      |      |      |      |      |      |   |      |
| Niederschlag (mm)      | 42   | 42   | 57   | 47   | 77   | 94   | 117  | 104  | 63   | 48   | 48   | 50   | Σ | 789  |
|                        |      |      |      |      |      |      |      |      |      |      |      |      |   |      |
| Luftfeuchtigkeit (%)   | 74,6 | 66,1 | 61,2 | 53,0 | 52,6 | 55,6 | 54,5 | 54,1 | 59,0 | 62,6 | 74,0 | 78,3 | ⌀ | 62,1 |

| −6,4 |

| −5,6 |

| −1,6 |

| 1,8 |

| 6,7 |

| 9,7 |

| 11,5 |

| 11,2 |

| 7,4 |

| 3,1 |

| −1,2 |

| −4,8 |

| −6,4 |

| −5,6 |

| −1,6 |

| 1,8 |

| 6,7 |

| 9,7 |

| 11,5 |

| 11,2 |

| 7,4 |

| 3,1 |

| −1,2 |

| −4,8 |

| N i e d e r s c h l a g | 42  | 42  | 57  | 47  | 77  | 94  | 117 | 104 | 63  | 48  | 48  | 50  |
|                         | Jan | Feb | Mär | Apr | Mai | Jun | Jul | Aug | Sep | Okt | Nov | Dez |

### Nachbargemeinden

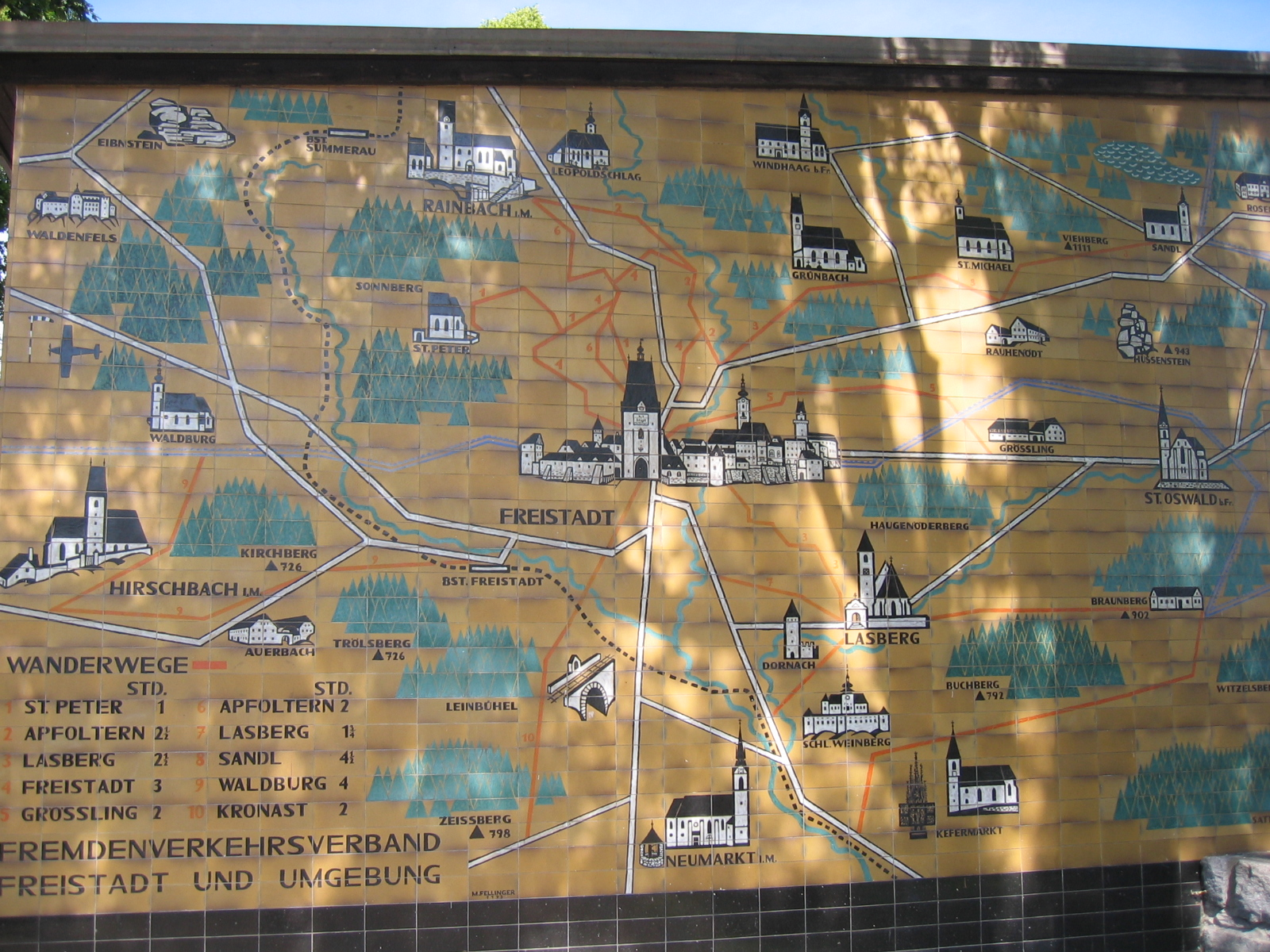
Umgebung von Freistadt

Die Stadt Freistadt ist von sechs Gemeinden umgeben, die alle zum Bezirk Freistadt gehören. Folgende Gemeinden grenzen an das Stadtgebiet (sie werden nach dem Uhrzeigersinn, beginnend im Norden genannt):
Rainbach im Mühlkreis, Grünbach, Lasberg, Kefermarkt, Neumarkt im Mühlkreis und Waldburg.
Im Osten reicht die Gemeinde Lasberg mit dem Ortsteil Manzenreith bis 130 Meter Luftlinie an die Altstadt heran. Im Süden ist die Gemeindegrenze zu Neumarkt im Mühlkreis rund 4,5 Kilometer Luftlinie entfernt.
Mit allen Gemeinden des Bezirks arbeitet die Stadt im Verband Interkommunale Betriebsansiedlung Region Freistadt mit drei Standorten im gesamten Bezirk zusammen.

## Geschichte

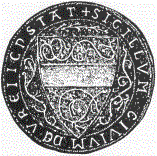
Siegel der Stadt um 1437

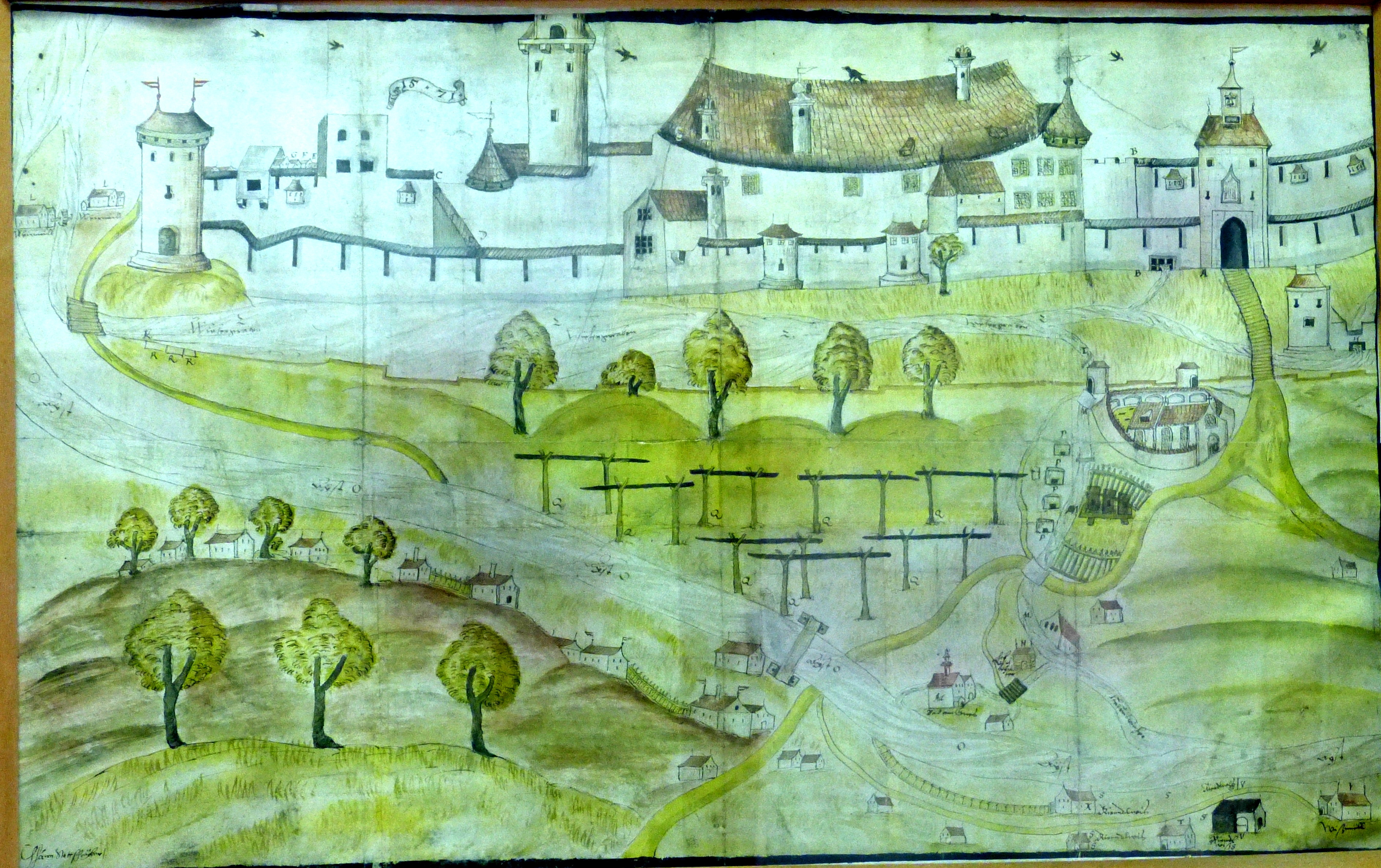
Freistadt um 1571

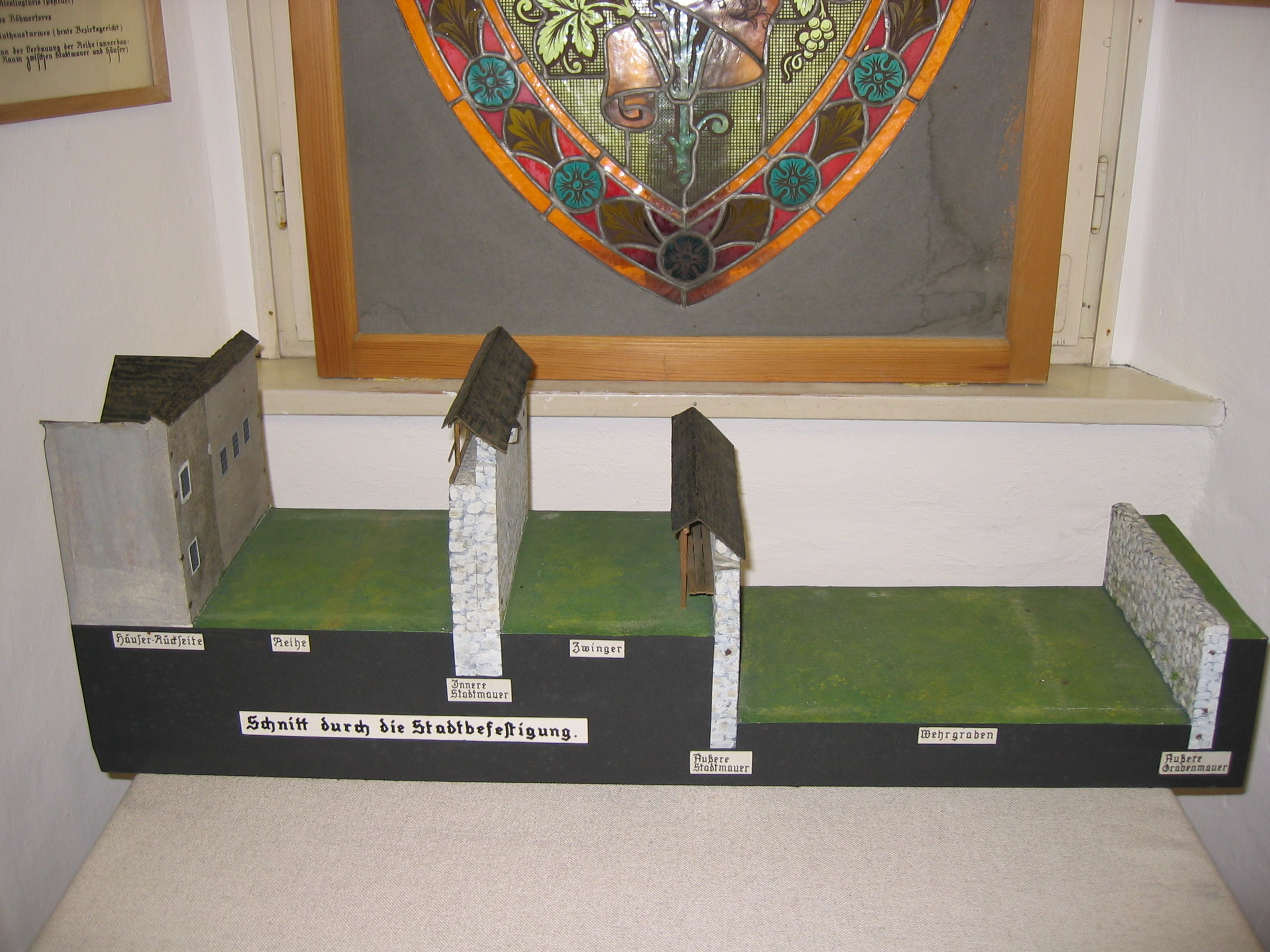
Schnitt durch die Stadtmauern (Schlossmuseum)

### Stadtgründung, Aufstieg und Blütezeit
Über den genauen Zeitpunkt der Entstehung der Stadt gibt es nur Vermutungen, da etwaige Urkunden entweder verloren gegangen sind oder zu wenig aussagen. Es wird angenommen, dass Freistadt um 1225 vom Babenberger Leopold VI., dem Glorreichen (Herzog von Österreich) planmäßig angelegt wurde, indem er eine bestehende Siedlung am Handelsweg von Enns nach Norden erweiterte und mit zahlreichen Privilegien ausstattete, um die wirtschaftliche Existenz zu sichern. Erstmals wurde Freistadt als „Frienstat“ 1241 urkundlich erwähnt, 1277 gewährte König Rudolf von Habsburg der „Vreinstat“ (damaliger Name der Stadt) das Niederlags- und Stapelrecht sowie den Straßenzwang.
Durch die verliehenen Privilegien stieg Freistadt ab dem 14. Jahrhundert rasch zu einer reichen und blühenden Stadt auf und wurde das wirtschaftliche Zentrum des Mühlviertels. Die Lage an einer wichtigen Handelsstraße (Goldener Steig) war Lebensgrundlage und Quelle des Reichtums. Die Haupthandelswaren in Richtung Norden waren Eisen und Salz aus dem südlichen Oberösterreich sowie Fische aus Böhmen in Richtung Süden. Die alte Burg wurde im 15. Jahrhundert zum Salzlager (heutiger Salzhof) ausgebaut. In diesen Jahren konnte Freistadt seinen Reichtum stetig mehren und seine Privilegien gegenüber den Nachbarorten verteidigen.
Die ersten Stadtmauern wurden zum Schutz des Reichtums am Ende des 14. Jahrhunderts und Mitte des 15. Jahrhunderts wesentlich verstärkt und es entstand die heute noch vorhandene Stadtbefestigung und das Schloss Freistadt in der Nordostecke der Stadt. Als wichtigste Verteidigungsanlagen ließ die Stadt Türme entlang der Stadtmauer anlegen. Im Mittelalter bildeten das Linzertor im Süden und das Böhmertor im Norden die einzige Einfahrtmöglichkeit für Pferdefuhrwerke über Zugbrücken.
In seiner gesamten Geschichte blieb Freistadt von größeren kriegerischen Zerstörungen verschont. Allerdings kam es während der Hussitenkriege (1424–1432) zu einer Belagerung, bei der auch die Vorstadt und die Frauenkirche niedergebrannt wurden. 1596 und 1626 belagerten Bauernheere die Stadt und 1610 die Bayern. Größere Schäden in der Stadt verursachten jedoch Brände. Die beiden großen Stadtbrände 1507 und 1516 vernichteten alle Häuser in der Stadt und die üppige Ausstattung der Stadtpfarrkirche. Nur das abseits stehende Schloss und die Häuser der Vorstädte wurden verschont. Daraufhin wurden die Häuser mit heute noch sichtbaren Mantelmauern (Feuermauern) ausgestattet.
Der Protestantismus wurde in Freistadt auf Grund der Handelsbeziehungen rasch angenommen und mehr als die Hälfte der Bevölkerung bekannte sich um 1610 zu dieser Glaubensrichtung. Auch die radikal-reformatorische Täuferbewegung verfügte über eine Gemeinde in der Stadt, die wahrscheinlich von Hans Schlaffer begründet wurde. Im Zuge der Gegenreformation nach dem Zweiten Oberösterreichischen Bauernkrieg und dem Sieg von Kaiser Ferdinand II. über die Protestanten wurden 1627 alle Protestanten ausgewiesen; über deren spätere Wohnorte ist nichts Genaues bekannt. Diesen großen Substanzverlust konnte die Stadt lange Zeit nicht überwinden.

### Wendepunkt 1627 und die Zeit bis zum Ersten Weltkrieg

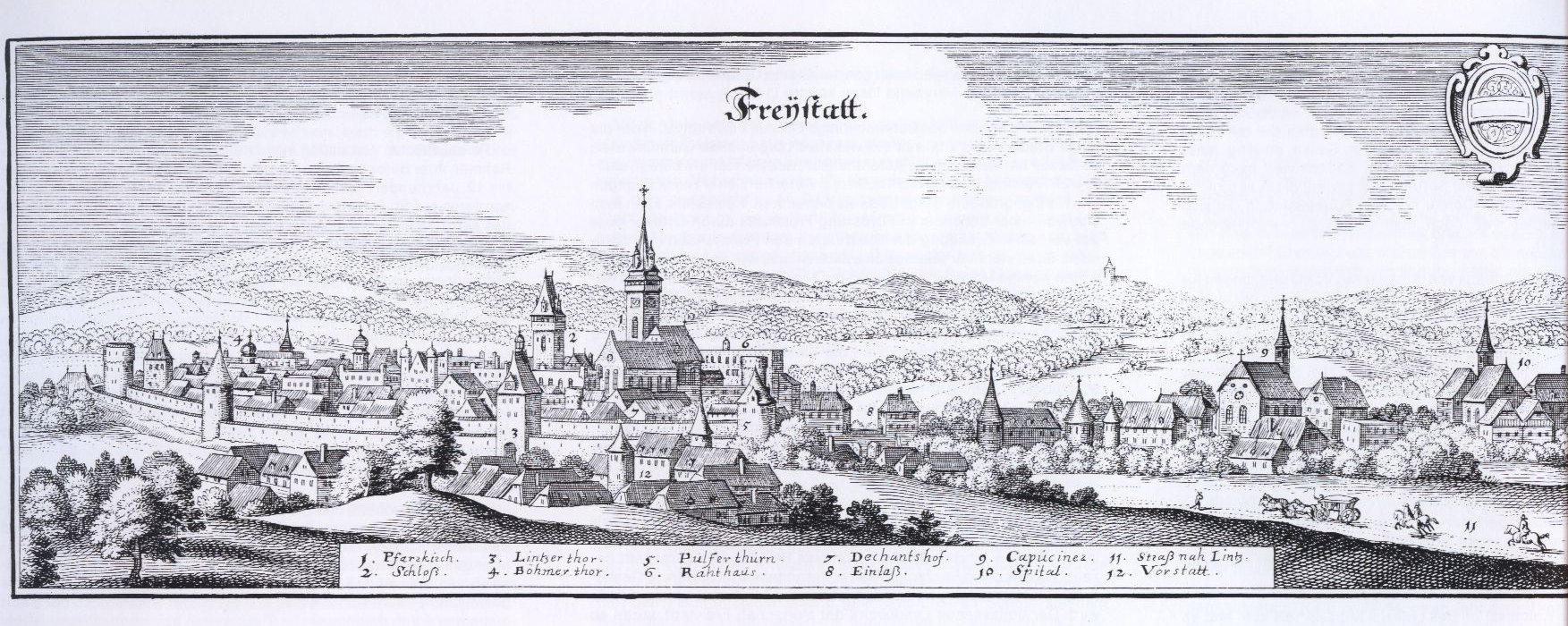
Freistadt um 1649

Der Dreißigjährige Krieg war ein Wendepunkt in der Geschichte der Stadt. Durch die Änderung der Grenze zu Böhmen verlor Freistadt seine Privilegien und büßte seine Bedeutung als Handelsstadt und Bollwerk (Grenzstadt) ein. Die wirtschaftliche Lage nach dem Ende des Dreißigjährigen Krieges war sehr schlecht. Neben dem Rückgang des Handels minderten Absolutismus (Verlust der politischen Selbstverwaltung) und Merkantilismus (Manufakturen verminderten die Bedeutung der Zünfte) die Bedeutung der Stadt. Der größte Vorteil der Stadt war die Lage an einer wichtigen Handelsstraße – der Salzhandel nach Böhmen nahm noch immer den Weg über Freistadt –, wodurch eine Verarmung vermieden werden konnte. Freistadt erreichte in der Folge nie wieder die Bedeutung, die es vor dem Dreißigjährigen Krieg hatte.
1777 wurde ein neues Brauhaus errichtet, nachdem die Braucommune Freistadt 1770 gegründet wurde. Seit 1850 ist Freistadt die Hauptstadt des gleichnamigen Bezirks. Die 1862 erstmals veranstaltete Freistädter Messe (heute: Messe Mühlviertel) sollte den wirtschaftlichen Aufschwung einleiten. Die Pferdeeisenbahn Linz–Budweis fuhr ab 1832 weit an der Stadt vorbei. Erst mit der Eröffnung der Summerauer Bahn im November 1872 entstand in Freistadt ein Bahnhof.
Die Piaristen führten von 1761 bis 1870 eine deutsche Schule und eine Lateinschule. Die Entwicklung zur Schulstadt zeigte sich daran, dass seit dem Jahr 1852 die Armen Schulschwestern unserer lieben Frau eine Schule in der Stadt führen. Im Jahr 1900 kamen die Marianisten und errichteten außerhalb der Stadt ein großes Schulgebäude, in dem sie bis heute eine Privatschule führen. Seit 1867 gibt es in Freistadt die Unterstufe eines Gymnasiums, 1871 folgte die Oberstufe.

### Vom Ersten Weltkrieg bis heute

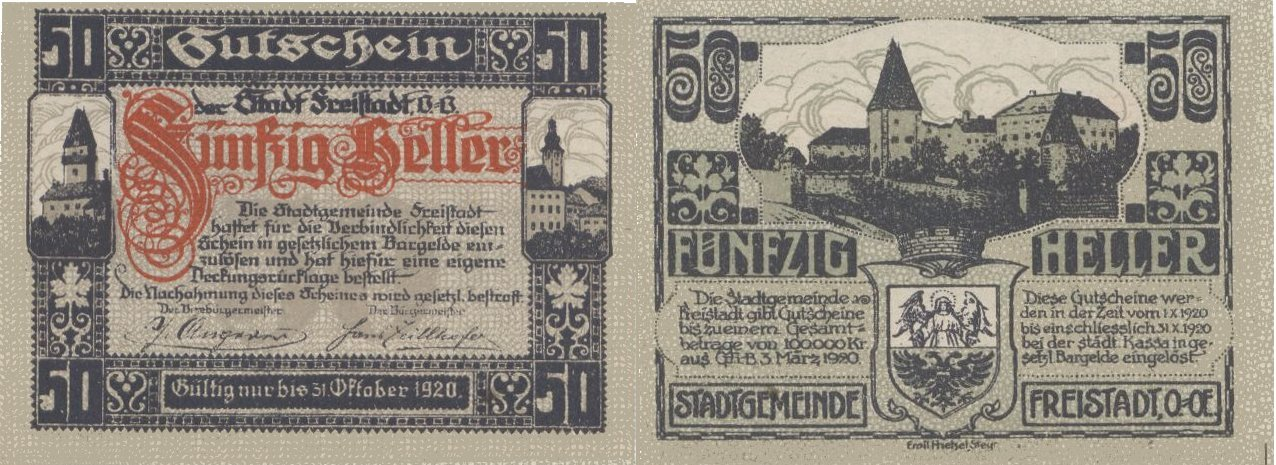
Notgeld im Jahr 1920

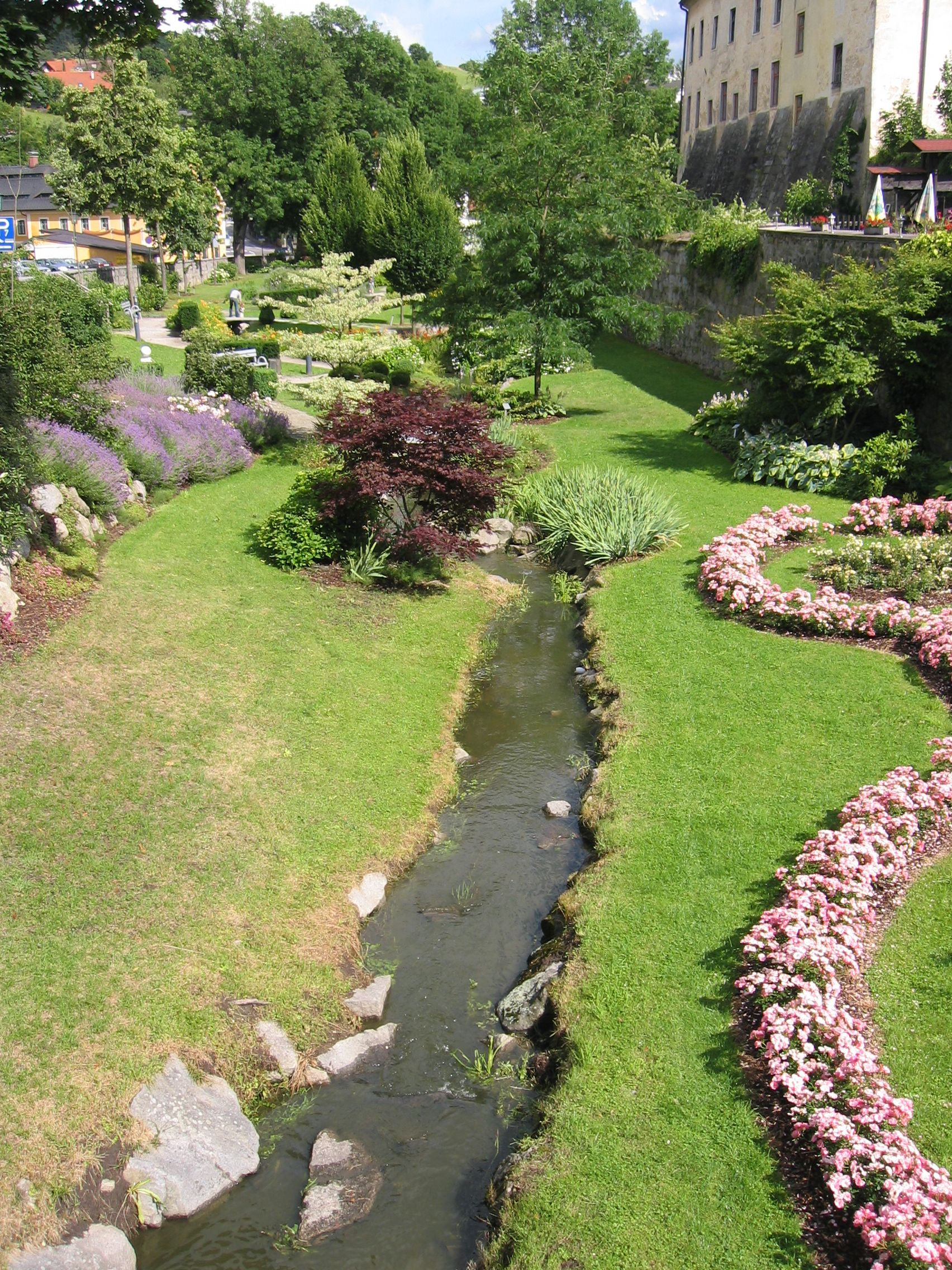
Revitalisierter Stadtgraben beim Böhmertor

Im Ersten Weltkrieg errichtete das Militär das Kriegsgefangenenlager Freistadt für russische Soldaten, das bis zu 20.000 Gefangene in 91 Baracken beherbergte. In der Zwischenkriegszeit kam es wie im übrigen Österreich zur Radikalisierung der politischen Parteien, im Bürgerkrieg 1934 fielen jedoch keine Schüsse.
Versuche, die wirtschaftliche Lage zu verbessern, führten zur Gründung neuer Unternehmen, die öffentliche Hand förderte die Wirtschaft und investierte in die Straßenpflasterung und Kanalisierung. 1937 fand die Eröffnung der „Erzherzog-Karl-Kaserne“ (heute „Tilly-Kaserne“) statt.
Nach dem Ausbruch des Zweiten Weltkriegs vergrößerte die Wehrmacht die bestehende Garnison und stationierte in der Folge mehr als 1000 Soldaten in Freistadt. Einige Freistädter schlossen sich der Widerstandsgruppe Neues freies Österreich an. Im Oktober 1944 wurden sie jedoch verraten, später zum Tode verurteilt und am 1. Mai 1945 hingerichtet. Ein Denkmal vor dem Linzertor erinnert an dieses Ereignis.
In den Kriegsjahren fiel keine einzige Bombe auf Freistadt, das gegen Kriegsende drei Lazarette beherbergte. Am 7. Mai 1945 erreichten amerikanische Panzer kampflos die Stadt. Am 13. Mai kam die Rote Armee dazu und teilte sich bis zum 23. Mai die Stadt mit den Amerikanern, bis diese sich südlich der Bahnlinie zurückzogen. Die sowjetischen Soldaten quartierten sich als Besatzungsmacht in den Privathäusern ein, und das Haus Hagleitner am Hauptplatz diente als Sitz der Kommandantur. Im Jahr 1945 zogen 100.000 Flüchtlinge durch die Stadt, die in mehreren Flüchtlingslagern untergebracht wurden. In der Spitze hielten sich über 12.000 Flüchtlinge gleichzeitig in der Stadt auf. Der wirtschaftliche Aufschwung blieb auf Grund der fehlenden Investitionen in den ersten Nachkriegsjahren gering.
Erst nach dem Staatsvertrag vom 15. Mai 1955 und dem Abzug der sowjetischen Besatzungsmacht änderte sich das Investitionsklima und auch Freistadt profitierte vom so genannten Wirtschaftswunder Österreichs. Die Bevölkerung wuchs auf rund 6000 Einwohner an, die Neugründung von Betrieben sowie die Ausweitung von Kapazitäten in bestehenden Unternehmen trugen zum wirtschaftlichen Aufschwung bei. Weiters erfolgten Investitionen in den Wohnungs- und Straßenbau, die Errichtung von Wasserleitungen und Kanalisationen sowie in den Bau einer Kläranlage. Die Sanierung der Altstadt sollte den Tourismus fördern. Weitere Infrastrukturmaßnahmen erfolgten durch den Bau eines Krankenhauses 1947, die Erneuerung der Schwimmbäder und der Sportanlagen. Freistadt entwickelte sich immer mehr zur Schulstadt, zwischen 1956 und 1971 wurden vier neue Schulgebäude errichtet.
Im Jahr 1977 wurden mehrere Einstellungen für die 1979 ausgestrahlte TV-Miniserie „Holocaust“ in Freistadt gedreht, unter anderem Szenen, die im KZ Theresienstadt spielen.
Anfang der 1990er Jahre wurde im Süden der Stadt das neue Landeskrankenhaus errichtet. Im Spätherbst 1997 fand ein Landwirt in der Nähe des Gehöfts Fuchsenhof beim Pflügen eines Feldes einen sehr bedeutenden Silberschatz mit 6700 Münzen und Hunderten von Silberobjekten. Erst 2004 wurde der Fund, der wahrscheinlich einem Goldschmied gehörte, der Öffentlichkeit zugänglich gemacht; er befindet sich seitdem im Schlossmuseum Linz.
Die starken Regenfälle während des Donauhochwassers 2002 führten zu Überschwemmungen im Nahbereich der Feldaist. 2003 wurden der Salzhof zum Kultur- und Veranstaltungszentrum umgebaut und die Messe- und Veranstaltungshalle errichtet. 2004 errichtete die Stadt die neue multifunktionelle Sporthalle.
Mit der Landesausstellung 2013 einher ging eine Renovierung vieler Altstadt-Häuser und die Erneuerung der Beleuchtung dieser. Mit der Eröffnung der S 10 – Umfahrung Freistadt – am 15. November 2014 wird eine verkehrsmäßige Entlastung der B 310 durch das Stadtgebiet erwartet.

### Bevölkerung

#### Bevölkerungsentwicklung
Im Jahr 1541 starben etwa 230 Menschen (das war circa ein Siebentel der Freistädter Bevölkerung) an der Pest. Rechnerisch entspricht dies einer damaligen Bevölkerung von rund 1610 Einwohnern. Anfang des 19. Jahrhunderts lebten in Freistadt rund 2500 Bewohner. Im Jahr 1869 wohnten im Stadtgebiet 3253 Menschen. Seitdem kann ein bis heute andauernder leichter Bevölkerungsanstieg festgestellt werden. Der höchste Bevölkerungsschub wurde zu Beginn der NS-Zeit 1939 auf Grund der vergrößerten Garnison verzeichnet. Seit Ende des Zweiten Weltkriegs wächst Freistadt prozentuell stärker als der gleichnamige politische Bezirk oder das Bundesland Oberösterreich. Im Jahr 1991 hatte die Stadt bei der Volkszählung 6917 Einwohner, 2001 bereits 7353, was einem Zuwachs von 6,3 % entspricht. In den folgenden Jahren bewegte sich die Bevölkerungszahl in einer Bandbreite zwischen einem Maximum von 7506 Bewohnern (2002) und einem Minimum von 7437 Bewohnern (2008/2009). Zum 1. Jänner 2011 betrug die Einwohnerzahl 7482 Einwohner.
Vom Mittelalter bis zum Jahr 2000 war Freistadt die bevölkerungsreichste Gemeinde des Mühlviertels (außerhalb der heutigen Stadtgrenze von Linz), bevor die Stadt von der Gemeinde Engerwitzdorf abgelöst wurde.

#### Bevölkerungsstand und -struktur
Der Anteil der Personen an der Bevölkerung, die 60 Jahre und älter sind, ist seit Jahren im Steigen begriffen und lag im Jahr 2024 bei knapp 27 %, während es im Jahr 2002 noch knapp 18 % waren. Der Anteil der Personen zwischen 30 und 60 blieb in etwa konstant. Hingegen sinkt der Anteil der unter 30-Jährigen stetig und lag 2024 bei circa einem Drittel. Der Anteil der weiblichen Bevölkerung lag 2024 bei 51,37 %.
Von den 5952 Bewohnern Freistadts, die bei der Volkszählung 2001 über 15 Jahre alt waren, hatten 7,6 % eine Universität, Fachhochschule oder Akademie abgeschlossen. Weitere 9,9 % hatten eine Matura absolviert, 35,2 % hatten einen Lehrabschluss oder eine berufsbildende mittlere Schule besucht und 36,5 % aller Freistädter hatten die Pflichtschule als höchsten Abschluss.
Der deutsche Dialekt, der im Raum Freistadt sowie im größten Teil Oberösterreich allgemein gesprochen wird, ist das Ostmittelbairische oder Donaubairische. Der ostösterreichische Zweig des Mittelbairischen geht auf die Mundart des durch die bairische Ostsiedlung entstandenen babenbergischen Herrschaftsgebietes Ostarrichi zurück. 93,1 % der Freistädter gaben 2001 Deutsch als Umgangssprache an. Weitere 3,4 % sprachen hauptsächlich Türkisch, 0,8 % Kroatisch und 0,5 % Tschechisch.
Der Anteil der Freistädter mit ausländischer Staatsbürgerschaft lag 2011 mit 5,7 % unter dem Durchschnitt Oberösterreichs. Von allen 427 Einwohnern mit nicht österreichischer Staatsbürgerschaft entfielen 39,3 % auf türkische Staatsbürger, 30,6 % auf Staatsbürger aus anderen EU-Ländern und 22,7 % auf Staatsbürger aus den anderen europäischen Ländern. Die restlichen 7,4 % verteilen sich auf die übrigen Kontinente.
Der Anteil der Freistädter mit ausländischem Geburtsort lag 2011 bei 9,3 %, wiederum ist die Türkei mit 36,9 % vor den EU-Ländern mit 36,2 % führend. Der Rest verteilt sich analog zu den Staatsbürgerschaften auf alle Kontinente.

### Religion
Freistadt war immer stark katholisch geprägt. Nur wenige Jahre vor der Gegenreformation stellten die Protestanten die Mehrheit der Freistädter Bevölkerung. Nach deren Vertreibung lebten offiziell nur Katholiken in der Stadt; die bekehrten Protestanten übten ihre Konfession im Verborgenen aus. Seit 1997 besteht eine freikirchliche Evangeliumsgemeinde in Freistadt, die ihre Gottesdienste im Technologiezentrum Freistadt abhält. Die übrigen Mitglieder der evangelischen Kirche gehören zur evangelischen Pfarrgemeinde Gallneukirchen, der Gottesdienst wird in der Kapelle des Marianums gefeiert. Erst in den vergangenen Jahrzehnten siedelten sich Menschen mit islamischem Glauben an, die seit 1992 ihre Religion in einem Gebetsraum ausüben können. Seit den 1990er Jahren haben die Zeugen Jehovas einen Versammlungsraum (Königreichssaal), der nordöstlich der Altstadt liegt. Juden spielten in der Freistädter Geschichte keine Rolle, da ihnen die Ansiedelung verboten war, nur als Händler kamen sie in die Stadt.
Ferner ist Freistadt Sitz der katholischen Pfarre Freistadt, die drei Kindergärten sowie vier Kirchen in und um Freistadt betreut und 6818 Gläubige zählt. Der Dechanthof in Freistadt ist zudem Sitz des römisch-katholischen Dekanats Freistadt, das 15 Pfarren umfasst.
Bei der Volkszählung 2001 betrug der Anteil der Personen mit römisch-katholischem Bekenntnis 85,9 %. Dahinter folgten 4,8 % mit islamischem, 0,9 % mit evangelischem Glauben und 3 % mit einer anderen Glaubensrichtung. 5,4 % der Freistädter waren ohne religiöses Bekenntnis.

## Kultur und Sehenswürdigkeiten

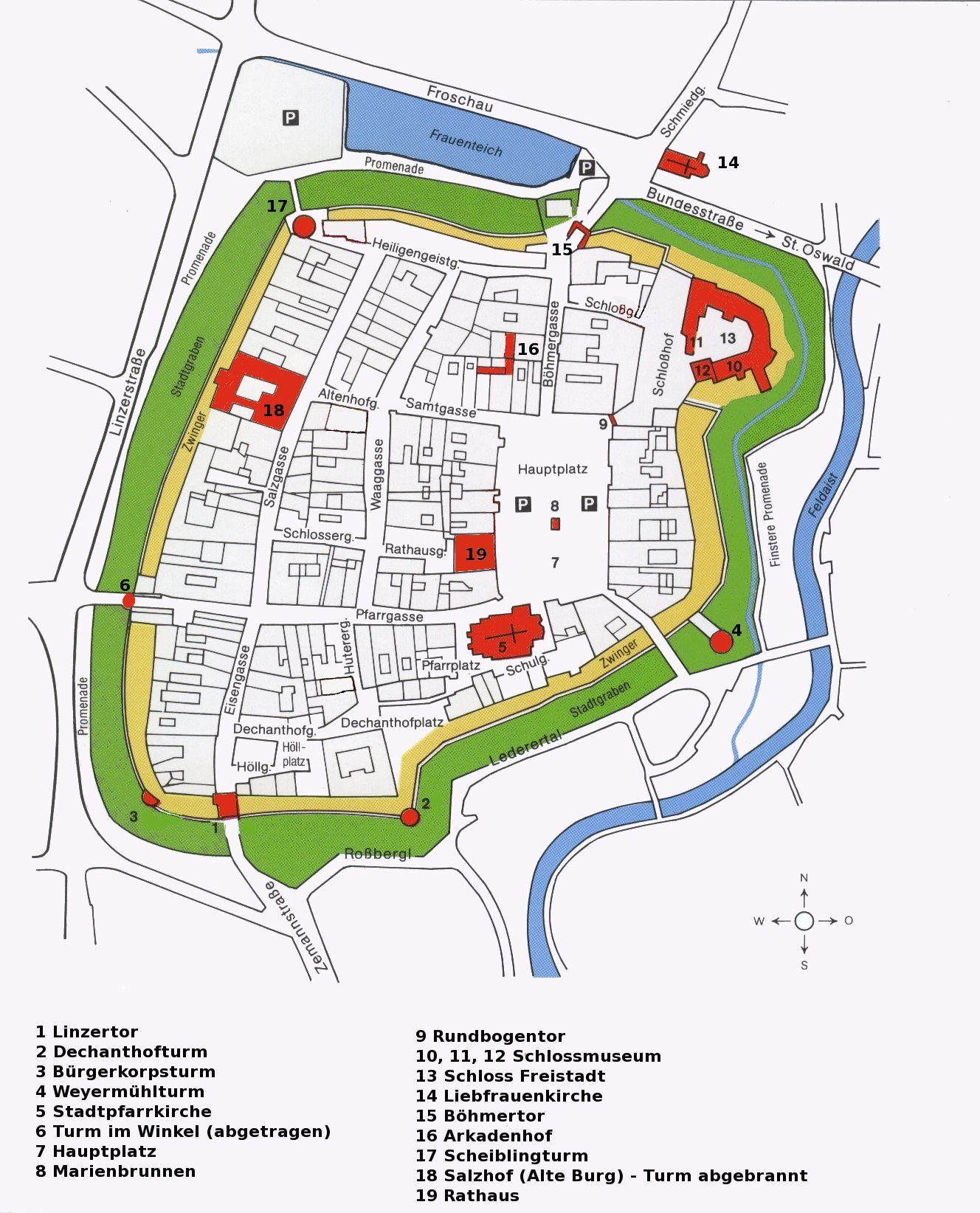
Stadtplan der heutigen Altstadt mit Beschreibung

### Stadtbefestigung, Wehrtürme und Bürgerhäuser

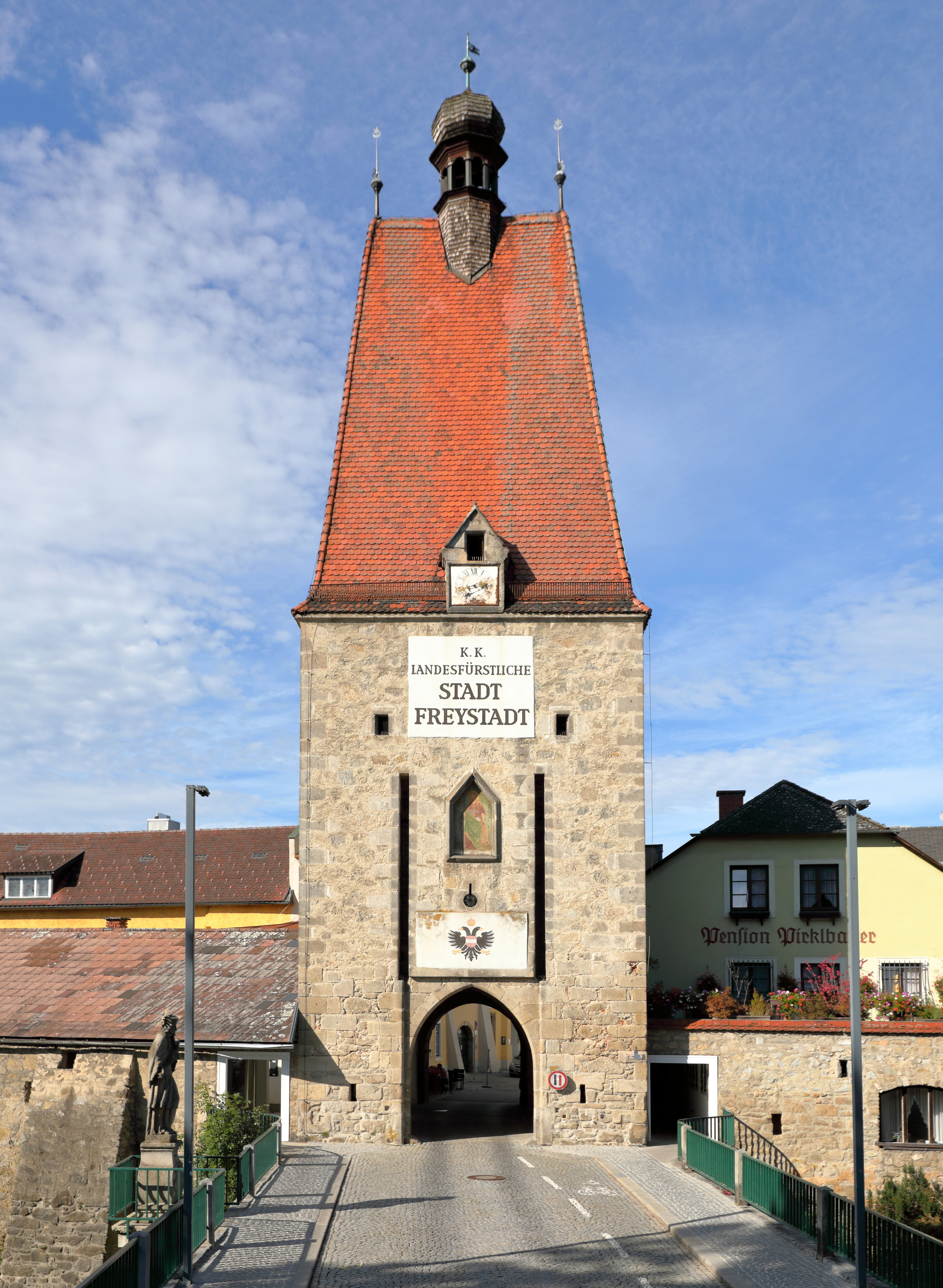
Linzertor

Die mittelalterliche Altstadt von Freistadt mit Stadtbefestigung und Wehrtürmen ist fast vollständig erhalten; dort sind die wichtigsten Sehenswürdigkeiten der Stadt zu finden. Freistadt besitzt 163 denkmalgeschützte Bauwerke (Stand: 22. Juni 2014), die meisten davon befinden sich in der Altstadt.
Freistadt gilt als ein Musterbeispiel einer planmäßig gegründeten Stadt: Der große, rechteckige Hauptplatz ist das Kernstück der Stadt. Die verhältnismäßig breiten Gassen sind parallel zu den Achsen angeordnet. Der Turm der Stadtpfarrkirche wurde auf dem höchsten Punkt der Stadt errichtet und steht am Schnittpunkt der beiden Hauptstraßen, der Pfarrgasse und der Böhmergasse. Die Anordnung von Kirche, Freyung (heutiger Ostchor der Kirche) und Rathaus (heutiges Bezirksgericht) in unmittelbarer Nähe zueinander war wohl einmalig in Österreich. Die Altstadt innerhalb der Stadtmauern ist mit ihren Gassen, Plätzen und den rund 150 Bürgerhäusern ein gutes Beispiel für die Baukunst des Spätmittelalters mit Bausubstanz aus Gotik und Renaissance (13. bis 16. Jahrhundert). In der Barockzeit wurden die Fassaden vieler Bauwerke erneuert.
Von den ursprünglich acht Wehrtürmen sind noch sechs erhalten, die beiden anderen fielen Bränden zum Opfer. Die ältesten Türme sind das Linzertor im Süden und das Böhmertor im Norden, die bereits bei der Stadtgründung angelegt wurden. Nach dem Ausbau der Stadtbefestigung zwischen 1363 und 1396 (Stadtmauer sowie Weyermühlturm, Bürgerkorpsturm und Turm im Winkel) wurden 1444 die Befestigungsanlagen mit dem Scheiblingturm und dem Dechanthofturm komplettiert. Das heutige Aussehen erhielten sie zwischen 1485 und 1500, als zahlreiche Wehrtürme vom Steinmetzmeister Mathes Klayndl umgebaut wurden. Seitdem besteht die Stadtbefestigung aus äußerer Stadtgrabenmauer, Stadtgraben, äußerer Stadtmauer, Zwinger und innerer Stadtmauer mit Wehrgang. Der Stadtgraben dient heute als Park, Gehwege führen durch den öffentlich zugänglichen Teil. Anstatt der drei Zugänge zur Stadt im Mittelalter bestehen heute deren sechs.

### Kirchen

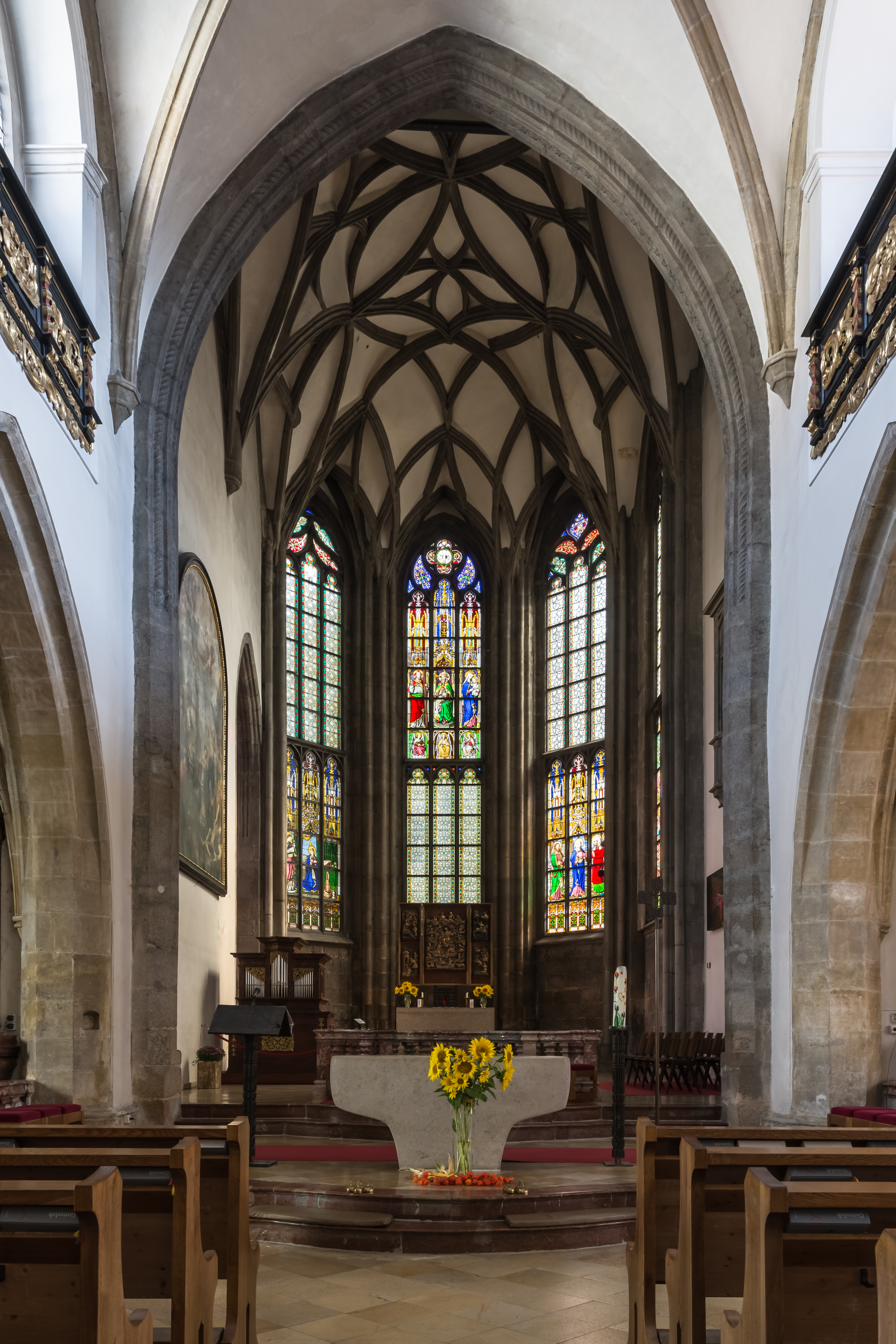
Chorraum der Stadtpfarrkirche

Die katholische Stadtpfarrkirche, das so genannte Katharinenmünster, ist die einzige fünfschiffige Basilika in Österreich und die Hauptkirche der Stadt. Die erstmalige urkundliche Erwähnung war 1288. Im 14. und 15. Jahrhundert wurde die Kirche gotisiert und in eine fünfschiffige Basilika umgebaut. Im 17. Jahrhundert erfolgte der Umbau im Stil des Barocks, 1967 wurde der gotische Stil weitgehend wiederhergestellt. Der 67 Meter hohe barocke Kirchturm (1737) ist weithin sichtbar und das höchste Bauwerk der Stadt. Die Stadtpfarrkirche ist der Heiligen Katharina geweiht, die zugleich die Schutzpatronin von Freistadt ist.
Die denkmalgeschützte katholische Liebfrauenkirche liegt außerhalb der Stadtmauer vor dem Böhmertor und wurde 1345 erstmals erwähnt. Die Hussiten brannten die Kirche 1422 nieder, die Wiedererrichtung erfolgte im gotischen Stil. Die Kirche blieb seit dem 15. Jahrhundert fast unverändert und gilt als Beispiel für den gotischen Baustil. Eine besondere Sehenswürdigkeit in dieser Kirche ist die steinerne Säule für das Ewige Licht aus dem Jahre 1484, eine spätgotische Totenleuchte. Sie ist das einzige Kunstwerk dieser Art in der Stadt. Gegenwärtig finden in dieser Kirche keine regelmäßigen Gottesdienste mehr statt.
Die katholische Johanneskirche, eine kleine Kirche am Südrand der Stadt, stammt aus romanischer Zeit (12. Jahrhundert) und ist im Besitz der Stadt. Der Bausubstanz nach ist sie die älteste Kirche der Stadt. Nach der Profanierung der Kirche 1789 wurde sie 1857 von dem Kaufmann Kaspar Schwarz in Stand gesetzt und wieder geweiht. Die Kirche diente bis 2004 als Aufbahrungshalle für den rund 500 Meter südlich der Kirche liegenden Friedhof von Freistadt. Seit 2004 wird sie nicht mehr genutzt.
In der heutigen Gemeinde Waldburg liegt die katholische Kirche von Sankt Peter, die bereits vor der Gründung der Stadt bestand und gegenwärtig von der Pfarre Freistadt verwaltet wird. Die Kirche, zu der ein Kreuzweg führt, liegt westlich, rund 150 Höhenmeter oberhalb von Freistadt. Die dreischiffige Hallenkirche Sankt Peter wurde um 1467 nach den Hussitenkriegen im gotischen Stil erbaut und erhielt im 17. Jahrhundert drei barocke Altäre. Zur Kirche gehört die Kalvarienbergkapelle, ein gotischer Bau aus dem Jahr 1370, die zugleich die zwölfte Station des Kreuzwegs ist.

### Museen und Galerien

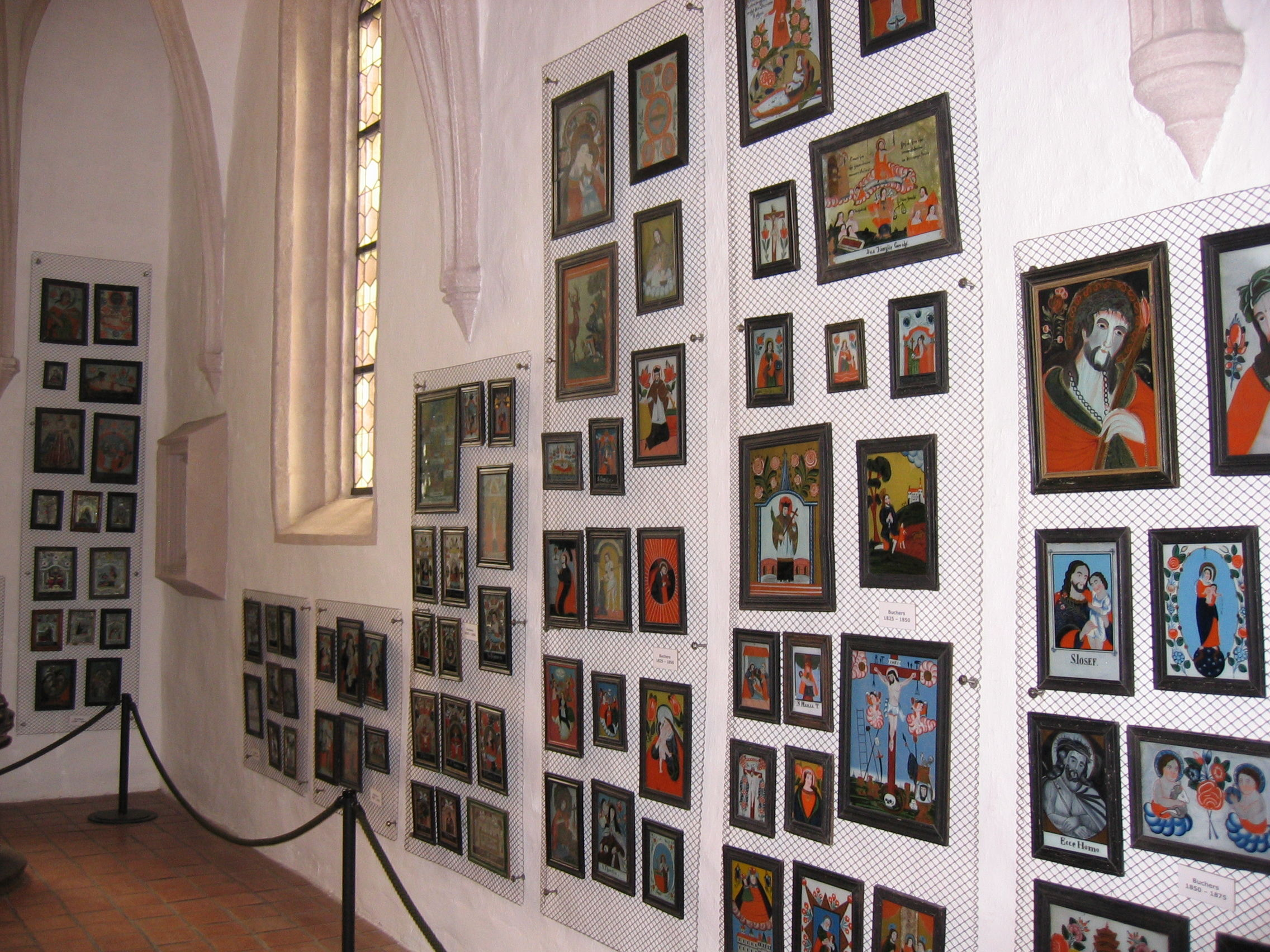
Hinterglassammlung im Museum

Das Mühlviertler Schlossmuseum im Habsburger-Schloss ist das einzige Museum in Freistadt und besitzt etwa 21.000 vorwiegend volkskundliche Exponate und Objekte aus der Stadtgeschichte. Es verfügt über eine einzigartige Sammlung von Hinterglasbildern aus Sandl. Im Schlossturm (Bergfried) zeigt das Museum Ausstellungen zu Themen wie Glaube und Aberglaube, Waag- und Messwesen, Brauch und Volksfrömmigkeit. Die neunte Etage ist die ehemalige Türmerstube, sie führt auf einen äußeren Rundgang in 40 Meter Höhe mit Ausblicken auf die Stadt und das ringsum liegende Hügelland.
Der denkmalgeschützte zweite Thuryhammer im Thurytal ist über 140 Jahre alt, wurde Ende des 20. Jahrhunderts renoviert und dient heute als Freiluftmuseum samt Schaubetrieb. Die anderen beiden Thuryhämmer sind nur noch Ruinen. In diesem technisch- und wirtschaftsgeschichtlich bedeutenden Bereich der Feldaist nördlich der Stadt gab es seit dem Mittelalter eisenverarbeitende Betriebe, die bis 1870 bestanden.
In der Stadt befinden sich vier Galerien, von denen die „Brauhausgalerie“ im Brauhaus die größte ist.
Ein Planetenweg verläuft von der Stadt 14 km bis Sandl. Die Planeten werden durch Kugeln aus Granit dargestellt.

### Kultur- und Veranstaltungszentren

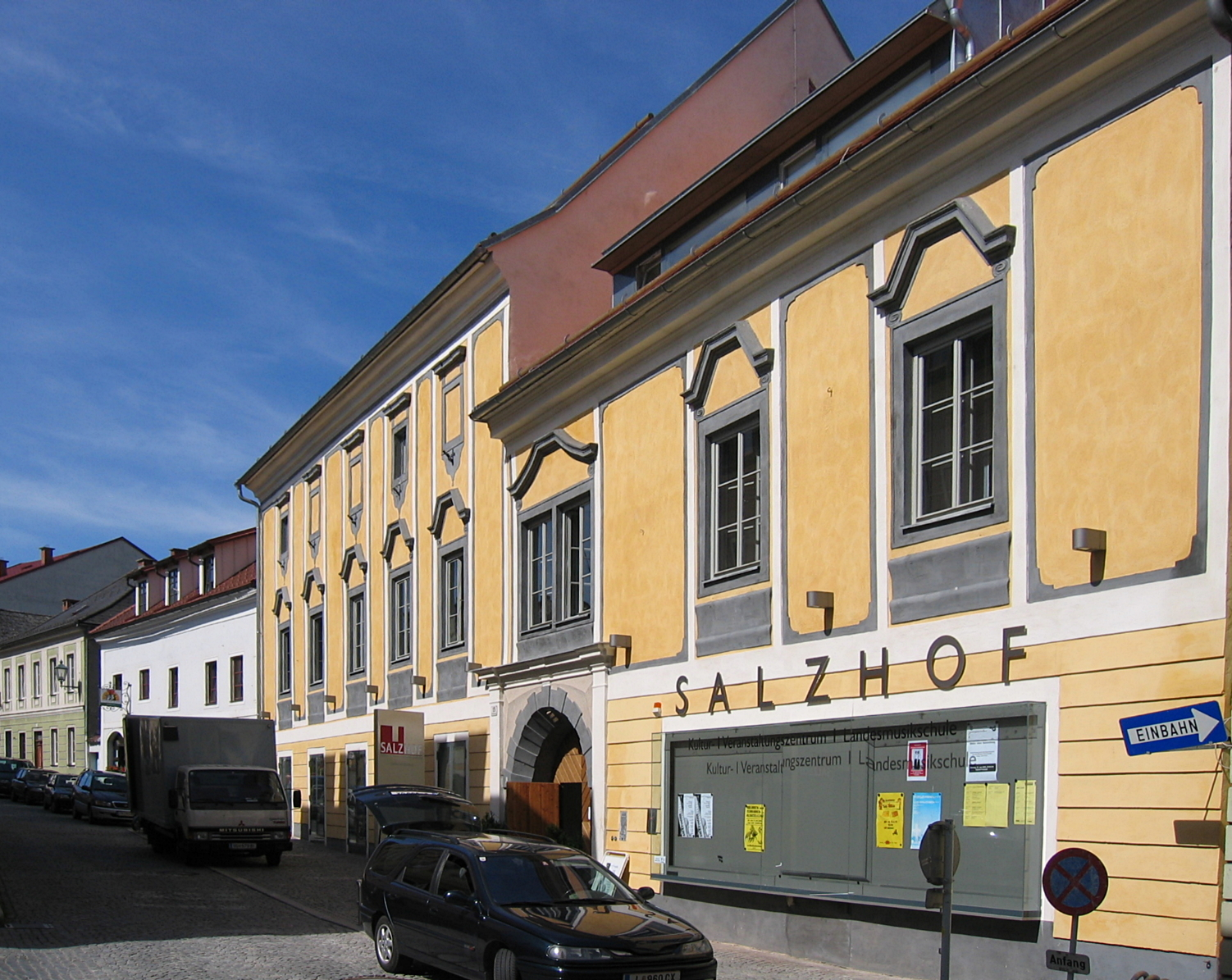
Salzhof

Im Jahr 2003 wurde der renovierte, denkmalgeschützte Salzhof als neues Kultur- und Veranstaltungszentrum der Stadt eröffnet und ist heute das kulturelle Zentrum der Stadt. Hier finden Ausstellungen, Konzerte, Theateraufführungen, Bälle sowie einige Veranstaltungen der Local-Bühne statt. Im Gebäude stehen mehrere Räumlichkeiten für bis zu 400 Personen zur Verfügung, die wichtigste ist der Kulturhof mit 311 Quadratmetern. Im Salzhof findet durchschnittlich eine Veranstaltung pro Tag statt.
Im Kino Freistadt ist die Local-Bühne untergebracht, die viele verschiedene Kulturveranstaltungen anbietet. Zu den wichtigsten zählen Sunnseitn, Sommerrhythmen, Frischling und das Heimatfilmfestival. Sunnseitn ist eine Musikveranstaltung und bringt jährlich Ende Juli authentische Volksmusik zahlreicher Länder auf mehrere Tanzböden in Freistadt. Sommerrhythmen präsentiert eine Vielfalt von Musikrichtungen internationaler und österreichischer Musikgruppen, von Volksmusik über Ethno bis zu modernen Rhythmen. Der Freistädter Frischling bietet seit 1995 an zwei Abenden Nachwuchskabarettisten Gelegenheit, sich dem Publikum zu präsentieren.
Das Kino Freistadt in der zentralen Salzgasse spielt in drei Sälen und ist im Europa Cinemas Netzwerk.
Das Festival Der Neue Heimatfilm (auch: Heimatfilmfestival) ist ein internationales fünftägiges Filmfestival, das seit 1988 alljährlich Ende August in Freistadt stattfindet. Der Hauptpreis des Festivals ist der „Filmpreis der Stadt Freistadt“, der mit 2500 Euro dotiert ist.
In der 2003 errichteten Messehalle finden regelmäßig Ausstellungen, Messen, Bälle und Musikveranstaltungen statt. Das Zentrum der Jänner-Rallye befindet sich ebenfalls dort. Die ovale Halle, die gänzlich in Holzbauweise errichtet wurde, bietet auf 3173 Quadratmetern bis zu 6000 Stehplätze oder 3000 Sitzplätze.

### Medien
In Freistadt wird keine lokale Tageszeitung herausgegeben. Über die lokalen Ereignisse berichten die in Oberösterreich erscheinenden Tageszeitungen, insbesondere die Oberösterreichischen Nachrichten und die Oberösterreich-Ausgabe der Kronenzeitung.
Als regionale Wochenzeitungen erscheinen die Tips Freistadt und die BezirksRundSchau Freistadt.
Das Amtsblatt der Stadt Freistadt wird unter dem Titel „Aktuell aus dem Rathaus“ sechsmal jährlich in unregelmäßigen Abständen herausgegeben.
In Freistadt bestehen zwei Radiosender, „Freies Radio Freistadt“ und „Radius 106,6“. Das Freie Radio Freistadt sendet seit März 2005 und ist ein gemeinnütziger, nicht gewinnorientierter Radiosender, Radius 106,6 ist das Schulradio des Gymnasiums, wo es seit März 2003 sein Sendestudio hat. Die beiden Radiosender arbeiten beim Jugendprogramm zusammen. Das Freie Radio Freistadt begann als Medienprojekt im Jahr 2001 beim Festival der Regionen, das Schulradio wurde 2002 ins Leben gerufen. Zusätzlich übernimmt das Freie Radio Freistadt auch Sendungen des Jugend-Internetradios ICM aus Český Krumlov (Krumau, Tschechien) und des Tilos-Radios Budapest.
Mit „MF1plus“ existiert ein Fernsehsender in der Stadt, der vor allem über Neuigkeiten aus dem Mühlviertel berichtet. Dieser Fernsehsender kann im TV-Kabelnetz und über Internet empfangen werden.
LT1 ist ein Privat-TV-Sender, der digital-terrestrisch (DVB-T) über Antenne empfangen werden kann und mit LT1 Mühlviertel ein Regionalprogramm für das Mühlviertel anbietet. Das halbstündige Programm wird mehrmals wiederholt und täglich erneuert.

### Kulturelle Traditionsvereine

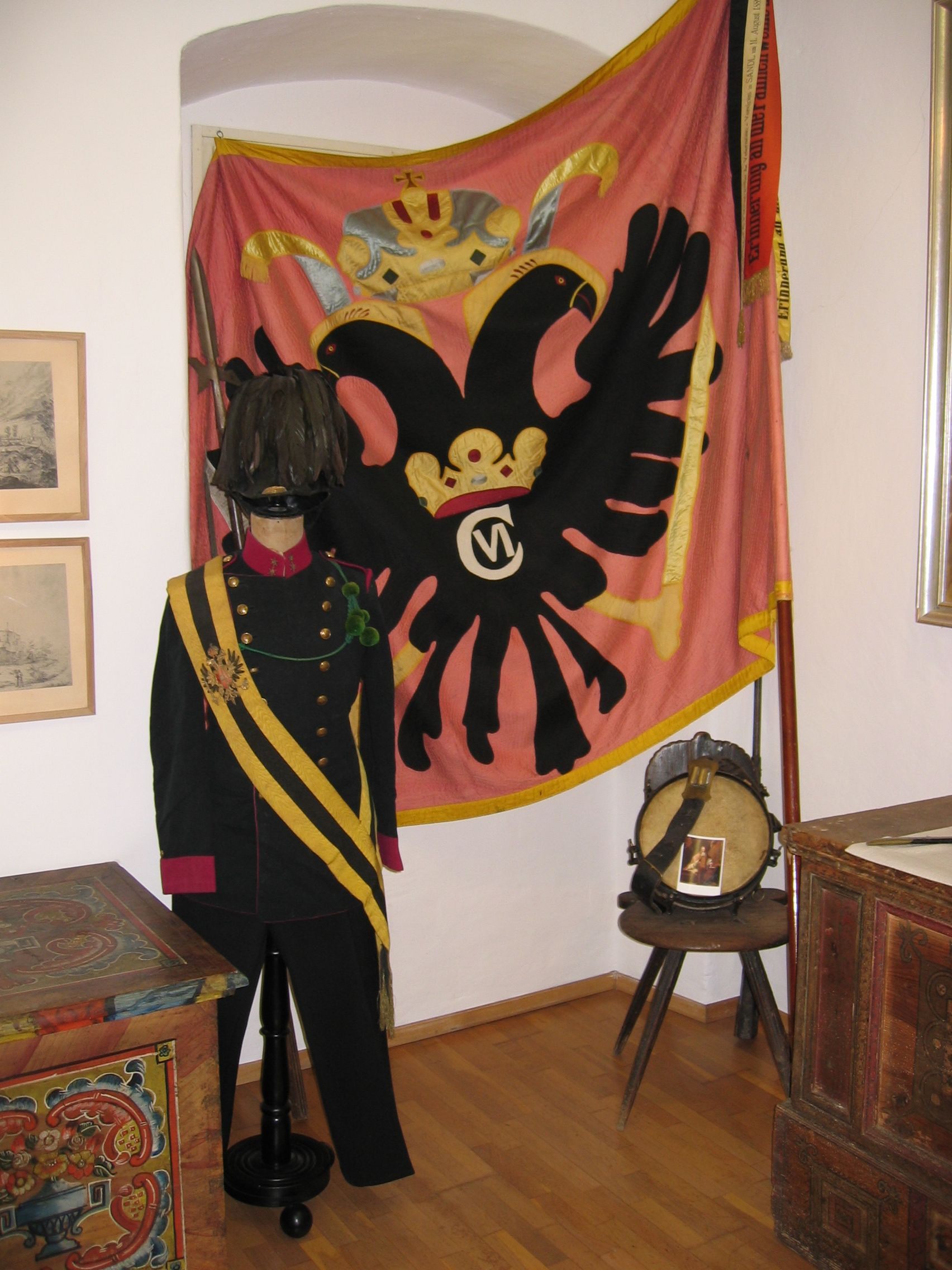
Bürgerkorpsuniform und Fahne (Schlossmuseum)

Das privilegierte uniformierte Bürgerkorps Freistadt diente seit der Gründung der Stadt ihrer Verteidigung und dem Schutz der Kaufleute. Das Bürgerkorps wurde 1132 gegründet und existiert mit einigen Unterbrechungen bis heute. Aktuell ist das Korps ein kultureller Verein mit 65 Aktiven und dient der Pflege der Freistädter Kulturgeschichte mit Ausrückungen zu Fronleichnam, Kriegerehrung am Allerheiligentag, Teilnahme an Begräbnissen etc. Zusätzlich wird die Oster- oder Grabwache am Karfreitag und Karsamstag vor dem Rathaus und der Kirche veranstaltet. Erkennungszeichen ist ein dunkelgrüner Federbusch am Hut. Das Bürgerkorps ist im Bürgerkorpsturm (neben dem Linzertor) untergebracht.
Die Goldhaubenfrauen und Kopftuchträgerinnen samt der Freistädter Festtracht (Besonderheit: ein kleiner Zacken (Spitz) nach oben am Rücken der Tracht) oder dem Goldhaubenkleid nehmen seit vielen Jahrzehnten an Veranstaltungen in Freistadt teil. Heute zählt der Verein circa 40 aktive Mitglieder einschließlich Kindern. Die Goldhaube hat sich in der ersten Hälfte des 19. Jahrhunderts von Linz aus in ganz Oberösterreich verbreitet und war die Festtracht für den sonntäglichen Kirchgang.
Mit der akademischen Ferialverbindung Ostara (seit 1894) sowie den Schülerverbindungen K.Ö.St.V. Nibelungia (seit 1924) im Mittelschüler-Kartell-Verband und Pennale Burschenschaft Alemannia (seit 1896) existieren drei studentische Verbindungen in Freistadt.

### Musik
Die Musikkapelle des Kameradschaftsbundes und der Bürgergarde der Stadt Freistadt ist mit derzeit 40 Musikern seit Jahrhunderten Bestandteil des Bürgerkorps. Erkennungszeichen ist ein weißer Federbusch am Hut.
Seit 1923 besteht die Stadtkapelle Freistadt. Diese Blasmusikkapelle zählt derzeit rund 55 Musiker sowie fünf Marketenderinnen, die in Tracht oder Uniform auftreten.
Die Chorgemeinschaft Freistadt ist ein gemischter Chor und zählt rund 40 Mitglieder. Der Ursprung der Chorgemeinschaft war der Männergesangsverein Freistadt 1849, der am 15. Oktober 1849 gegründet wurde. Von der Gründung an spielte der Chor im kulturellen und gesellschaftlichen Leben der Stadt eine wichtige Rolle. Es wird Chormusik aus allen Epochen und Stilrichtungen gepflegt.

### Messe Mühlviertel

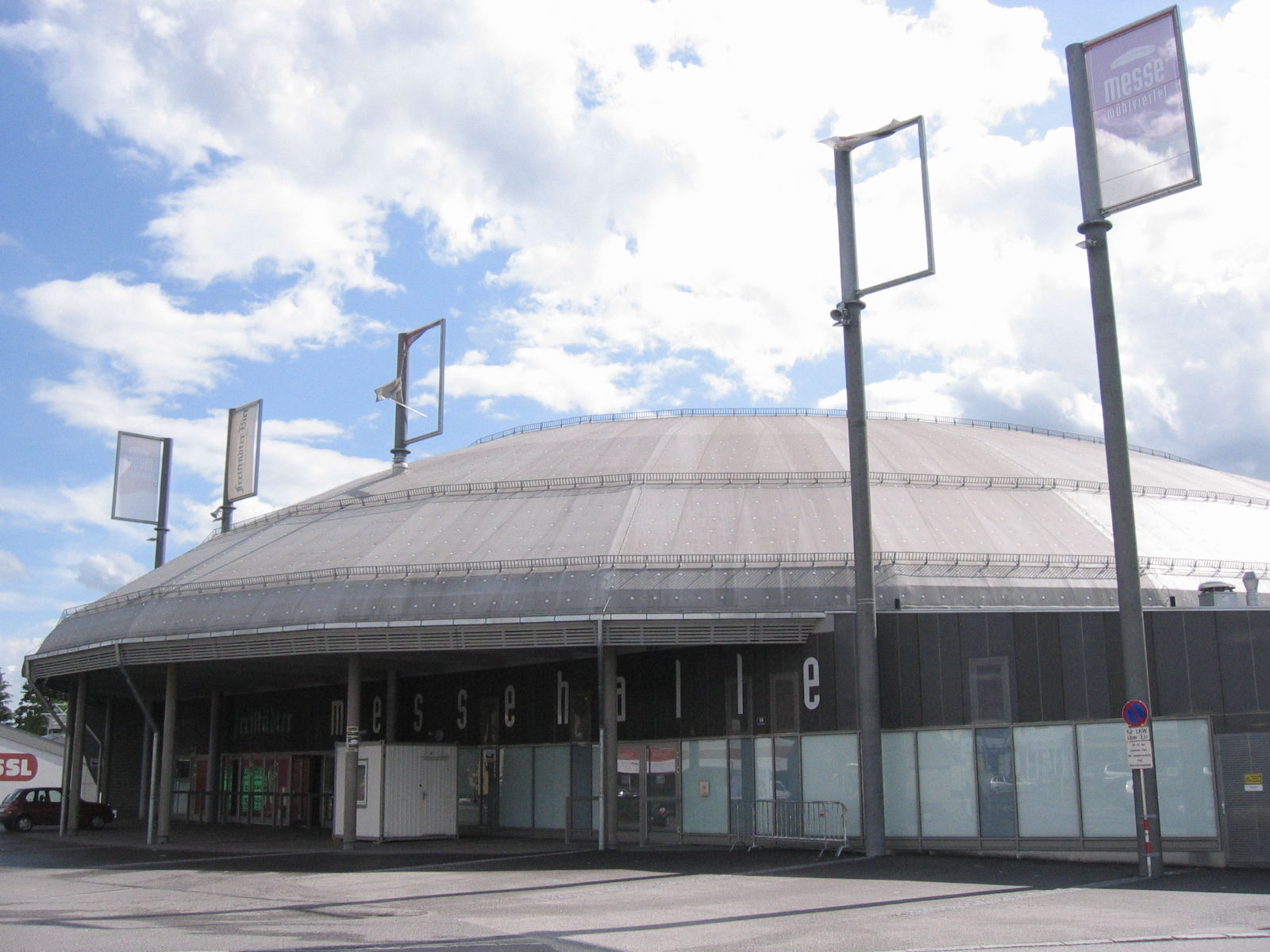
Messehalle

Zur Förderung der Wirtschaft wurde im Jahr 1862 die erste Ausstellung der Obderennsischen Landwirtschaftsgesellschaft abgehalten. Daraus entwickelte sich die Freistädter Messe (heute: Messe Mühlviertel), die drittgrößte Messe in Oberösterreich Ende des 20. Jahrhunderts. Anfangs wurde die Messe im vierjährigen und später im zweijährlichen Rhythmus veranstaltet. Mehr als 200 Aussteller stellen zur Hochzeit ihre Produkte auf 19.000 Quadratmeter Ausstellungsfläche mit insgesamt 8 Hallen und einem Freigelände aus. Seit 2007 findet die Messe jährlich jeweils Mitte August statt. Seit 2014 findet die Mühlviertler Messe als Mühlviertler Wiesn wegen mangelnden Ausstellern ohne Gewerbeschau statt.
Die Veranstaltung ist die größte und bedeutendste in Freistadt und zählt rund 50.000 Gäste aus dem Mühlviertel und den umliegenden Landesteilen. Das Kernstück und zugleich die größte Halle ist die 2003 errichtete Messehalle.

### Regelmäßige Veranstaltungen
Neben der Mühlviertler Messe gibt es noch zahlreiche andere Veranstaltungen. Am Beginn des Kalenderjahres steht die Jänner-Rallye, die 1969 zum ersten Mal gefahren wurde. Nach einer Pause zwischen 1986 und 2000 wird diese nun wieder regelmäßig durchgeführt. Im Sommer finden zahlreiche Veranstaltungen der Local-Bühne sowie an einigen Wochenenden Feste in der Altstadt statt, wie das Eisengassenfest oder das Altstadtfest. Das Petersfeuer am Wochenende nach der Sommersonnenwende ist ebenfalls ein Fixpunkt der jährlichen Veranstaltungen. Im Dezember wird im äußeren und inneren Schlosshof der Weihnachtsmarkt abgehalten.
Zwischen Anfang April und Ende Oktober findet jeden Freitagnachmittag der Frischemarkt am Hauptplatz statt. Dieser Markt existiert seit 2003 zur Belebung der Innenstadt und dient der Nahversorgung mit musikalischer Umrahmung und Bewirtung. Jeden Samstagvormittag bietet der Bauernmarkt, ebenfalls am Hauptplatz, frische Erzeugnisse und Spezialitäten direkt von Bauern aus der Umgebung an. Zusätzlich zum Frische- und Bauernmarkt werden an bestimmten Kalendertagen fünf weitere Märkte wie Paulimarkt (während der ersten Februarwoche) und Josefimarkt (am 19. März) am Hauptplatz abgehalten.

### Landesausstellung 2013
2013 fand in Freistadt gemeinsam mit Bad Leonfelden, Český Krumlov (Krumau) und Vyšší Brod (Hohenfurth) die Landesausstellung statt. Der Arbeitstitel der Landesausstellung war „Alte Spuren, Neue Wege“. In der Ausstellung wurden die Verbindungen der beiden Regionen aufgezeigt, die ein langes Stück ihres historischen Weges miteinander gegangen sind, bis der Eiserne Vorhang sie voneinander trennte. So werden unter anderem verbindende Elemente der Landschaften, die verkehrstechnische Erschließung im Mittelalter, die Salzstraße und Gemeinsamkeiten in Kulinarik und Brauchtum thematisiert.
Für die Landesausstellung wurde das historische Gebäude der Brauerei Freistadt großzügig umgebaut und auch ein Braugasthof eröffnet. Die Brauerei war das Zentrum der Ausstellungen in Freistadt und wird heute als Galerie und Braumuseum weiterverwendet.

### Sport und Freizeit

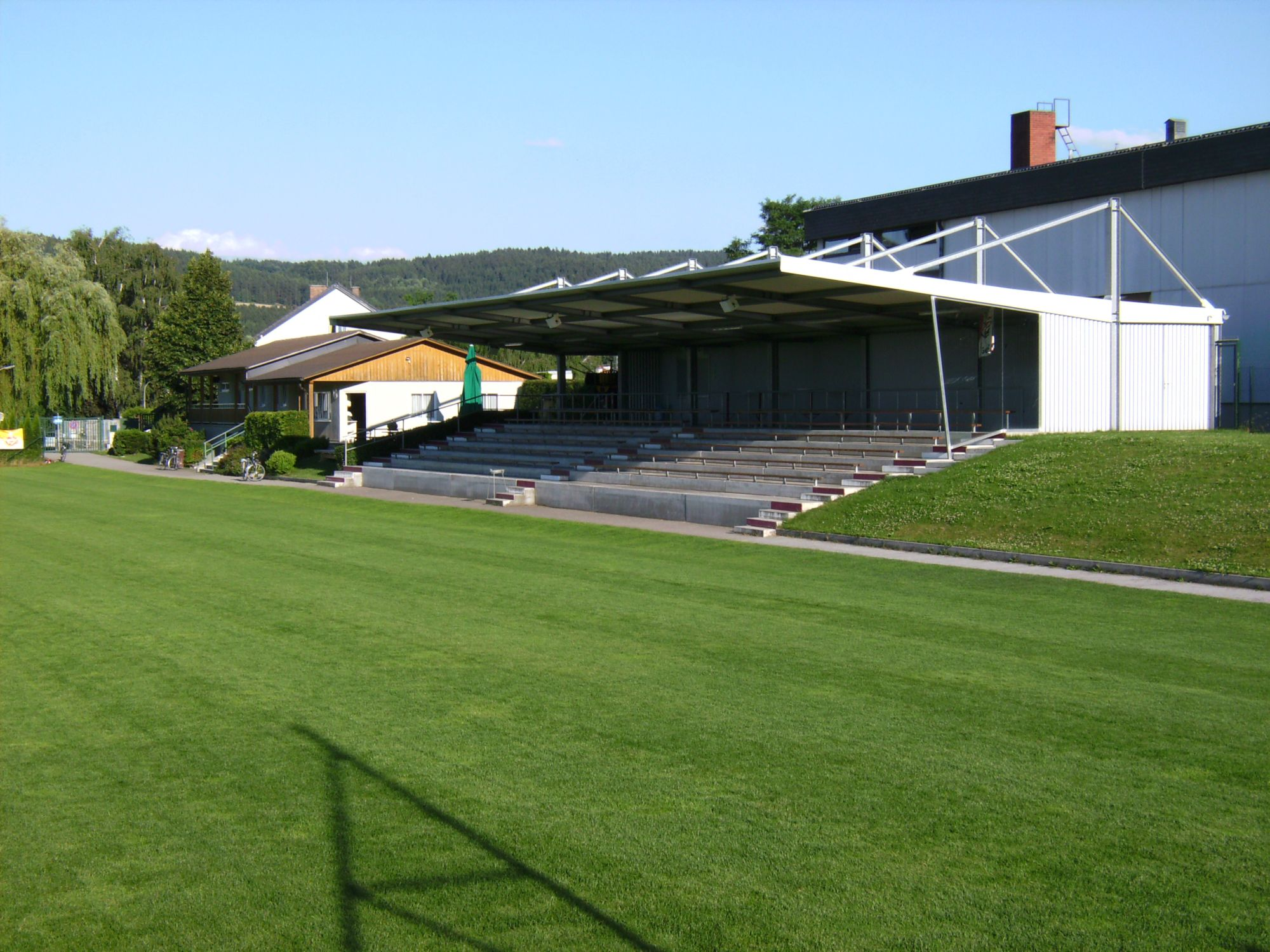
Fußballstadion

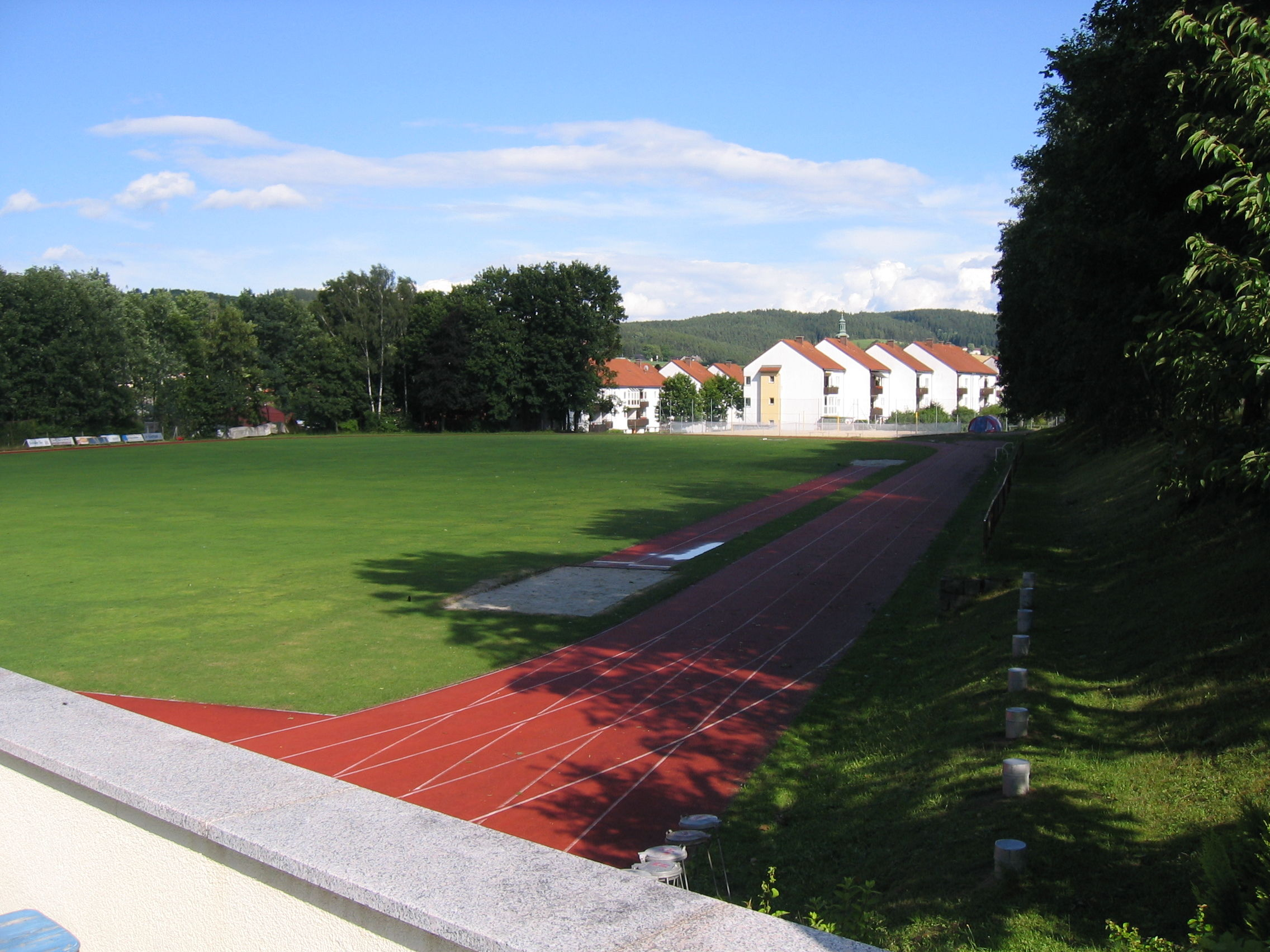
Leichtathletik und Faustball am Marianumsportplatz

In der Stadt Freistadt sind insgesamt 45 Sportvereine aktiv, darunter Wandervereine, ein Schützenverein, Fliegerclubs und der Heeressportverein mit mehreren Sektionen.
Die bedeutendsten Vereine sind:
- Der ÖTB Turnverein Freistadt 1887 ist Teil des Österreichischen Turnerbunds (ÖTB), besteht seit 1887 und ist somit der älteste Sportverein der Stadt. Der ÖTB gliedert sich in sechs Riegen: Aerobic, Allgemeine Gymnastik, Faustball, Turnen, Rhythmische Sportgymnastik und Wandern. Die ÖTB-Turnhalle befindet sich am Stifterplatz, gegenüber der Volksschule. Fertiggestellt wurde die damals als „Hindenburghalle“ bezeichnete Turnhalle im Jahre 1929.
- Die Sportunion Freistadt ist mit rund 860 Mitgliedern[41] der mitgliederstärkste Sportverein in Freistadt und hat die zehn Sektionen Aikidō, Badminton, Basketball, Billard, Faustball, Leichtathletik, Ski Alpin, Stockschießen, Turnen und Volleyball. Die erfolgreichste Sektion ist Faustball mit der Mannschaft Union Schick Freistadt, die zu den besten Teams Österreichs zählt und im Sommer 2004 den Staatsmeistertitel sowie 2005 den Europapokal gewann. In der Saison 2007/08 wurde die Mannschaft Vizestaatsmeister.[42] Die Nachwuchsmannschaften der Sektion Faustball konnten ebenfalls zahlreiche Staats- und Landesmeistertitel in allen Klassen gewinnen. Der Mühlviertler Slalomspezialist Alexander Koll startete für die Sektion Ski Alpin der Union Freistadt im Weltcup. Der Marianumsportplatz und die Stockhalle in der Eglsee sind die Sportstätten der Union, am Marianumsportplatz fand 2000 die Faustball-Europameisterschaft der Männer statt.
- Der SV Freistadt, 1935 gegründet, besteht heute nur noch aus der Sektion Fußball. Die früheren Sektionen Schwimmen und Tischtennis wurden mittlerweile aufgelassen.[43] Der Fußballverein betreut neben der Kampfmannschaft, der U 24 und den Senioren 150 Nachwuchsspieler in sechs Klassen. Die Kampfmannschaft spielt seit 1995 in der Zweiten Landesliga Ost, der fünfthöchsten Spielklasse Österreichs. In der Saison 2009/10 errang die Mannschaft den Herbstmeistertitel. In der Saison 2011/2012 schaffte der SV Freistadt den Aufstieg in die Oberösterreich-Liga, der höchsten Spielklasse des Landes Oberösterreich.[44] Die Heimstätte liegt an der Bahnhofsstraße neben dem Hallenbad.
- Der Verein ASKÖ Freistadt wurde 1920 gegründet. Bestand der Sportverein anfangs aus fünf Sektionen, vergrößerte sich das Angebot mittlerweile auf sieben Sektionen und eine Vielzahl von Möglichkeiten, sich sportlich zu betätigen. Seit 2001 verfügt der ASKÖ wieder über eine erfolgreiche Volleyball- und Beachvolleyball-Sektion, die Powervolleys Freistadt, die in der Spielzeit 2007/08 zum zweiten Mal hintereinander OÖ-Landesmeister der Herren wurden und aktuell in der 2. Bundesliga West spielen.

Für weitere sportliche Aktivitäten steht eine Tennishalle samt Freiplätzen sowie ein Hallenbad im Winter oder das Freibad im Sommer zur Verfügung. Bei ausreichender Schneelage im Winter werden der Skilift (500 Meter Piste samt Beschneiungsanlage) geöffnet und Langlaufloipen gespurt. Durch Freistadt führt der Nordwaldkammweg, ein 144 Kilometer langer Hauptwanderweg.

## Wirtschaft und Infrastruktur

### Beschäftigung und Einkommen
Freistadt ist das wirtschaftliche Zentrum des Bezirks Freistadt. Die Anzahl der Arbeitsstätten ist zwischen den letzten beiden Volkszählungen (1991 und 2001) um 20,9 % auf 510 gestiegen. Die Steigerung der Einnahmen aus der Kommunalsteuer zwischen 2001 und 2004 um 11,5 % zeigt das Wirtschaftswachstum von Freistadt auf. Im Jahr 2007 wurden in Freistadt 34 neue Betriebe gegründet. Jedoch waren 64 Arbeitnehmer von der Schließung der Küchenproduktion des Haushaltsgeräte-Herstellers Gorenje im August 2007 betroffen.
Nach der Erhebung der Volkszählung 2001 waren von den rund 4.600 Erwerbstätigen 1,2 % in der Land- und Forstwirtschaft beschäftigt, 19,8 % in der Industrie, im Gewerbe und im Bauwesen und 79,0 % im Dienstleistungssektor.
Etwa 25 % der Freistädter Einwohner haben ihren Arbeitsplatz in der Gemeinde, ein sehr hoher Anteil im Vergleich zu den anderen Gemeinden im Bezirk. Die restlichen Arbeitnehmer pendeln, wobei die meisten Pendler in der rund 40 Kilometer entfernten Landeshauptstadt Linz beschäftigt sind. Auffallend ist, dass zumeist Männer pendeln, Frauen hingegen häufiger in Freistadt beschäftigt sind.
Der Medianwert des MonatsBruttoeinkommens eines unselbstständigen Erwerbstätigen lag 2006 bei 1659 Euro brutto (Oberösterreich: 1.778 Euro), das 14 mal jährlich ausbezahlt wird. Der männliche Bevölkerungsanteil verdiente durchschnittlich 2.095 Euro brutto, hingegen verdienten die Frauen nur 1.191 Euro brutto. Insgesamt betrachtet liegt der Medianwert der Stadt Freistadt rund 7 % unter dem Einkommensdurchschnitt des Bezirks Freistadt (1777 Euro) und des Bundeslandes Oberösterreich (1778 Euro).
Die Kaufkraft in Freistadt lag 2003 zwischen 6.400 Euro und 7.100 Euro und somit im Mittelfeld Oberösterreichs. Der Saldo der Zuflüsse und Abflüsse der Kaufkraftströme liegt zwischen 50 % und 100 %. Aus der Kaufkraftstromanalyse geht hervor, dass die Stadt Freistadt bei den Kaufkraft-Zuflüssen mit 67,5 Millionen Euro an achter Stelle aller oberösterreichischen Gemeinden liegt. Somit ist die Stadt ein regionaler Kaufkraftmagnet und hat mehr Kaufkraftzufluss aus den umliegenden Gemeinden als vergleichbare Bezirksstädte.
Die Arbeitslosenquote des Bezirks Freistadt lag im Juli 2009 mit 3,0 % unter dem Landesdurchschnitt von 4,5 % (nur auf Bezirksebene verfügbar), womit die Wirtschaftskrise am Arbeitsmarkt nur wenig spürbar ist. Der Jahresdurchschnittswert 2008 lag bei 2,9 % (OÖ 3,5 %, Österreich 5,8 %), womit in Freistadt Vollbeschäftigung herrschte.

### Ansässige Unternehmen

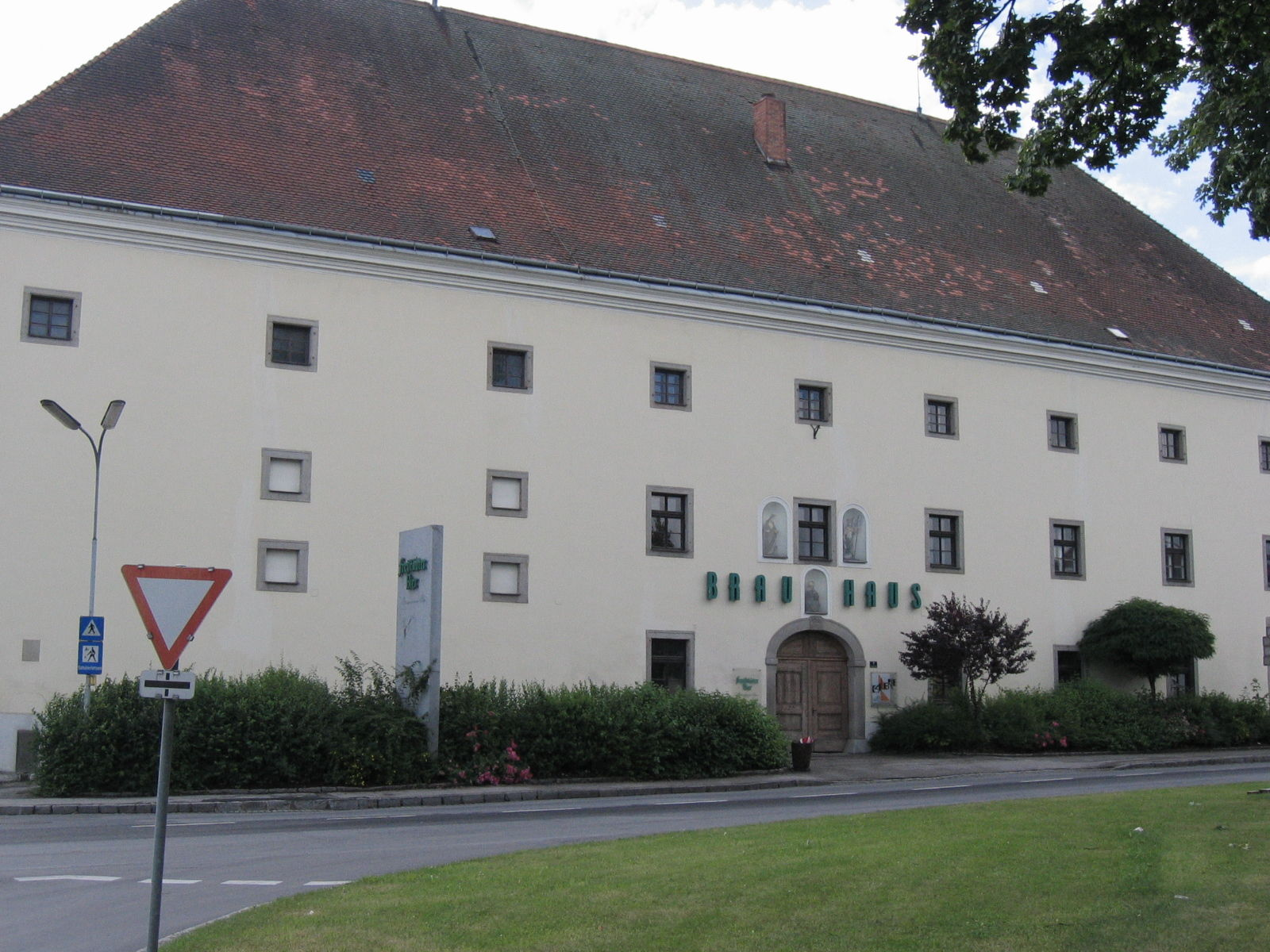
Brauhaus mit Brauhausgalerie

- Das älteste noch aktive Unternehmen in Freistadt ist das Gasthaus Strasseder am Trölsberg, das 1723 gegründet wurde.
- Die Braucommune Freistadt, die 1777 gegründet wurde, zählt ebenfalls zu den ältesten Unternehmen der Stadt.[54] Die Braucommune ist europaweit die einzige Kommune, die als solche im Firmenbuch eingetragen ist.
- Der größte Arbeitgeber der Stadt Freistadt und des gesamten Bezirks ist mit mehr als 430 Arbeitnehmern das Landeskrankenhaus Freistadt.
- Das Unternehmen A. Haberkorn GmbH, das rund 230 Arbeitnehmer beschäftigt, wurde 1925 gegründet. Es ist Erzeuger von technischen Textilien sowie Großhändler von Gartenmöbeln, Spielwaren und Kinderartikeln.
- Im Unternehmen FM Küchen (Freistädter Möbelfabrik) im Kefermarkter Ortsteil Galgenau sind ebenfalls zahlreiche Freistädter beschäftigt.[55] Dieses Unternehmen mit 184 Arbeitnehmern ist der drittgrößte Arbeitgeber des Bezirks und ging aus der Möbelfabrik Moßböck hervor, die nach dem Ersten Weltkrieg im Ortsteil Trölsberg nahe dem Bahnhof gegründet wurde. Diese beiden Betriebe sind die einzigen Freistädter Unternehmen unter den Top 500 in Oberösterreich.[56]

Weitere wichtige Unternehmen in Freistadt sind der Sozialhilfeverband Freistadt mit 140 Beschäftigten und Österreichs größter Fotoversand HappyFoto, der 1978 gegründet wurde. An der Stelle der ehemaligen Textilfabrik Mäser wurde das Technologiezentrum Freistadt errichtet, in dem zurzeit (2008) zwölf Unternehmen ansässig sind.
Am INKOBA-Betriebsbaugebiet Freistadt-Rainbach entstanden bei der Greiner Bio-One GmbH (diagnostische und pharmazeutische Industrie) seit März 2009 rund 100 neue Arbeitsplätze im Bereich Produktion, Lager und Qualitätsmanagement, weitere 200 sind bis Ende 2011 geplant, womit der größte gewerbliche Betrieb des Bezirks entsteht. 2017 kam am selben Standort die Firma Kreisel Electric (Entwicklungen in der E-Mobilität und Speicherung) mit 100 Mitarbeiter hinzu.

### Landwirtschaft
|          | 2007 | 2020  |
| Rinder   | 914  | 1.587 |
| Schafe   | 32   | 4     |
| Ziegen   | 4    | 351   |
| Hühner   | 241  | 116   |
| Pferde   | 16   | k. A. |
| Schweine | 62   | 106   |

In Freistadt bestanden 1999 53 land- und forstwirtschaftliche Betriebe, die insgesamt rund 1104 Hektar bewirtschafteten. Dabei wurden 18 Betriebe im Haupterwerb und 30 im Nebenerwerb geführt. Vier Betriebe waren im Eigentum von juristischen Personen und ein Betrieb besaß keine Fläche zum Bewirtschaften. Gegenüber 1995 hat sich der Rückgang der landwirtschaftlichen Betriebe insbesondere im Bereich der Nebenerwerbslandwirte fortgesetzt, während sich die Zahl der Betriebe im Haupterwerb um vier erhöhte. Insgesamt reduzierte sich die Zahl der landwirtschaftlichen Betriebe zwischen 1995 und 1999 um 31,2 %, während die bewirtschaftete Fläche beinahe unverändert blieb. Diese Betriebe beschäftigen 144 Arbeitskräfte, davon sind 110 Familienmitglieder.

### Tourismus

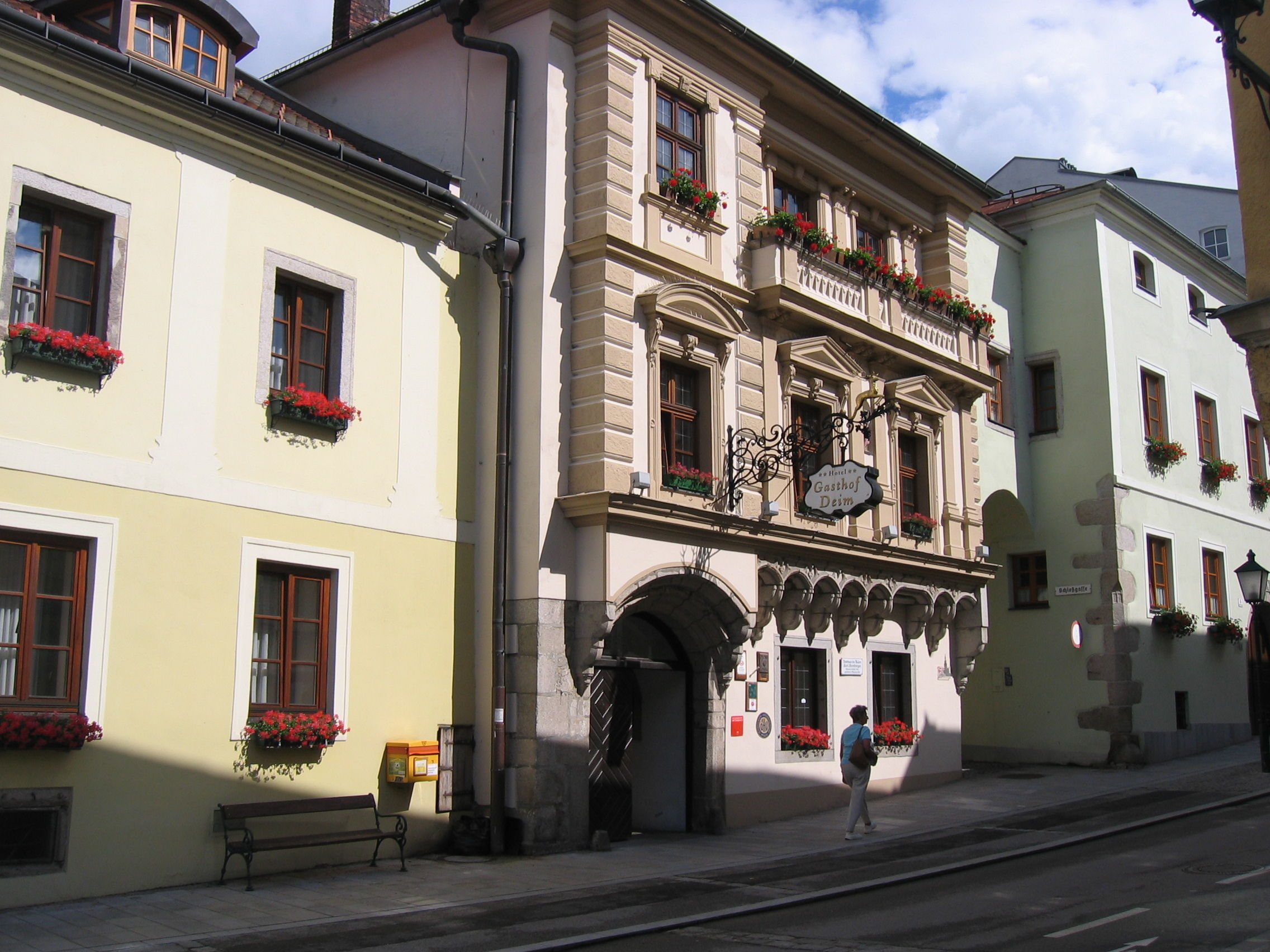
Hotel Deim – das einzige 4-Sterne Hotel der Stadt

Im Kalenderjahr 2008 wurden in der Stadt insgesamt 25.020 Nächtigungen mit durchschnittlich 2 Aufenthaltstagen verzeichnet, im darauf folgenden Jahr sanken die Nächtigungen auf etwa 21.760; 2009 entfielen 12.384 Nächtigungen (57 %) auf inländische Gäste, mit rund 24 % hatten Besucher aus Oberösterreich den höchsten Anteil. Bei den ausländischen Gästen waren die Deutschen mit rund 54 % (5059 Nächtigungen) vor den Besuchern aus Italien mit rund 17 % (1628 Nächtigungen) führend. Rund 70 % der Gäste besuchen die Stadt im Sommerhalbjahr zwischen Mai und Oktober. Seit dem Tourismusjahr 2008 verzeichnet die Stadt einen steten Rückgang der Nächtigungszahlen von rund 24.700 auf etwa 21.000 Nächtigungen im Tourismusjahr 2010.
Als Unterkunft stehen in der Stadt zwei Hotels (je ein Vier- und ein Drei-Sterne-Hotel) zur Verfügung. Daneben verfügt Freistadt noch über zwei Drei-Sterne-Pensionen, einige Vermieter von Privatzimmern, eine Jugendherberge sowie einen Campingplatz mit 40 Stellplätzen. Urlaub auf dem Bauernhof ist in Freistadt ebenfalls möglich. In den elf Beherbergungsbetrieben sind rund 240 Betten in 130 Zimmern vorhanden.

### Behörden, Einrichtungen und Gerichte

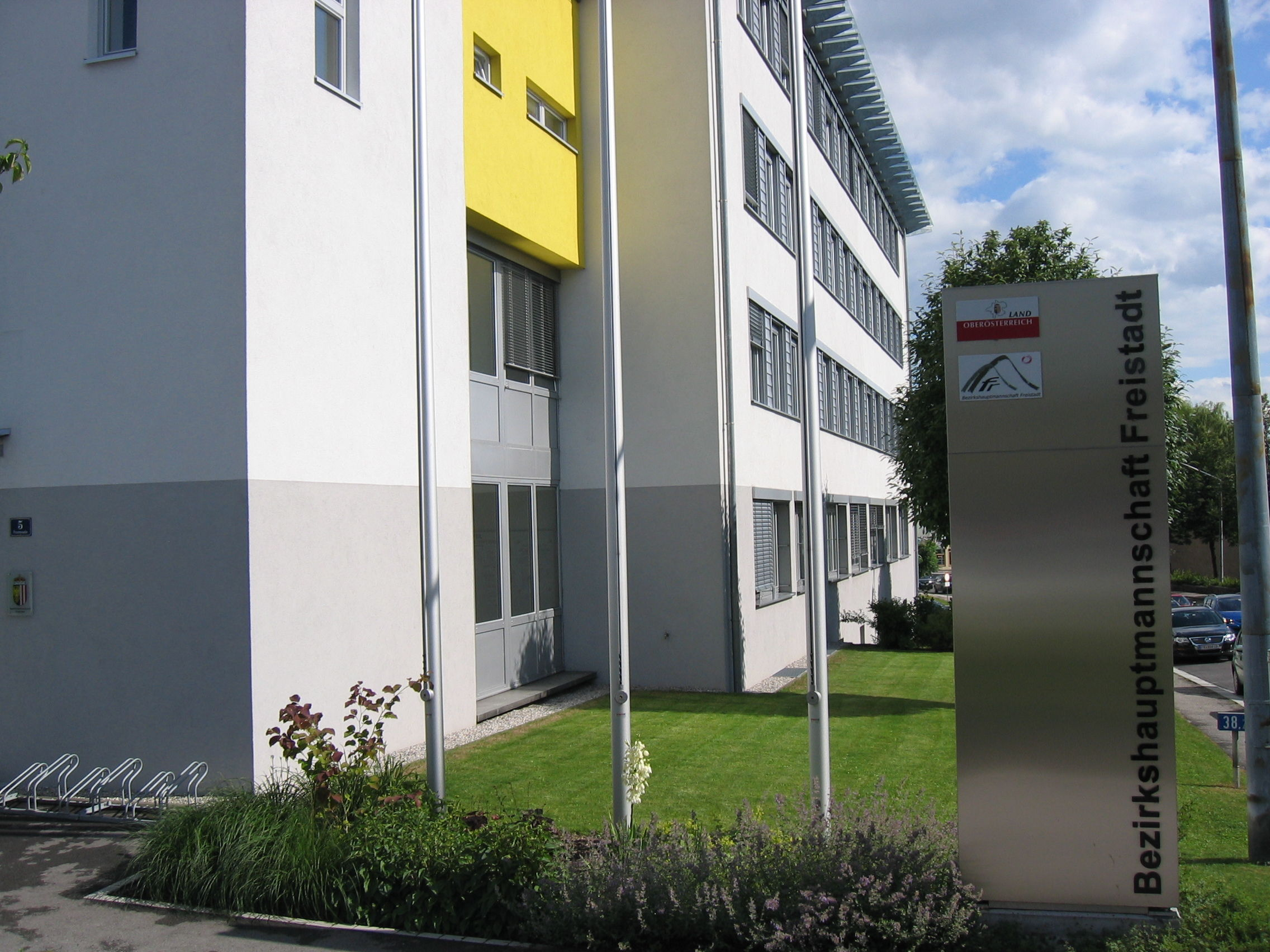
Bezirkshauptmannschaft

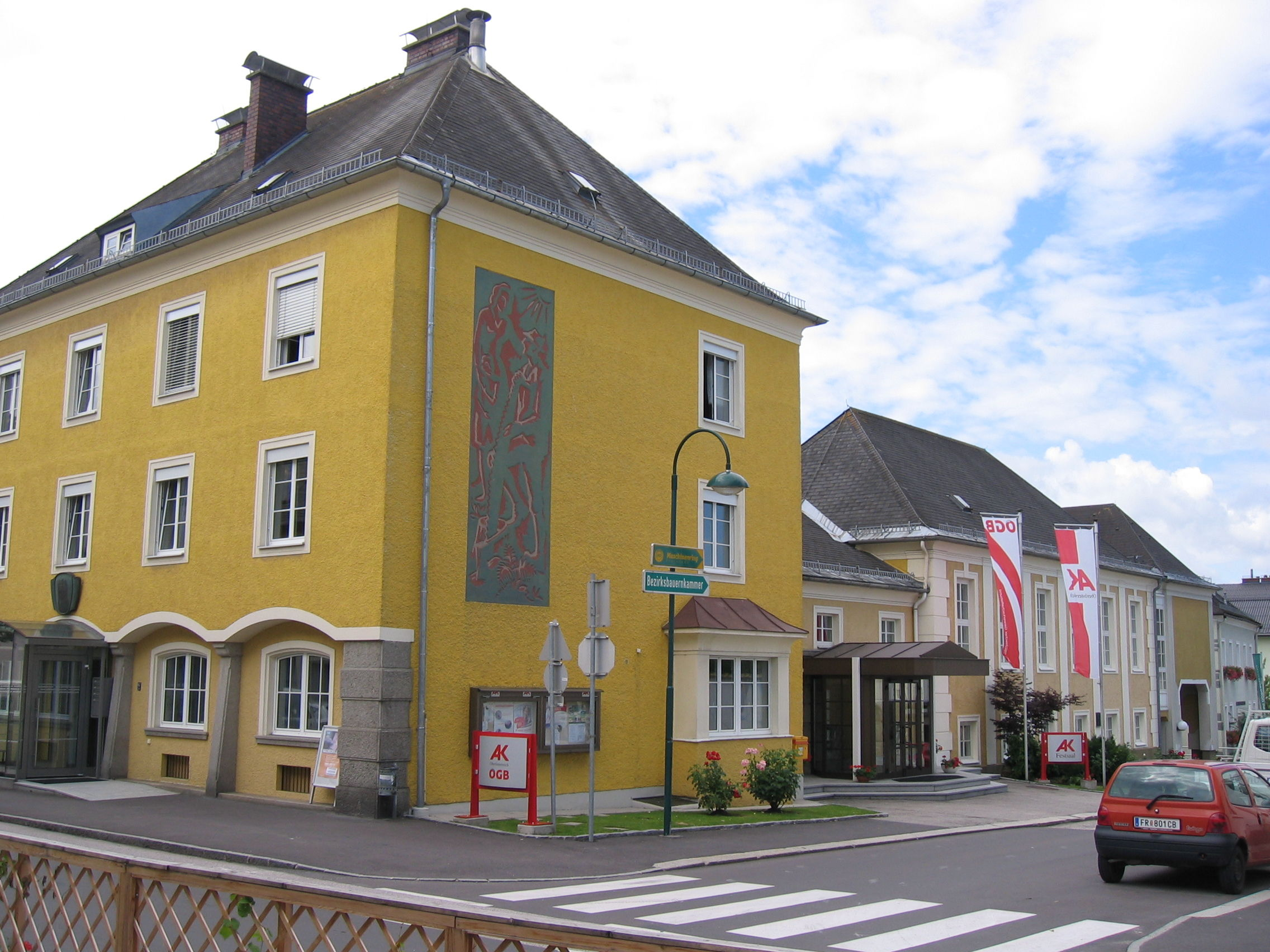
Arbeiterkammer

Freistadt ist als Hauptstadt des gleichnamigen Bezirks Sitz einer Bezirkshauptmannschaft und eines Bezirksgerichts. Zusätzlich beherbergt Freistadt eine Straßenmeisterei, die für die vormaligen Bundesstraßen im Gemeindegebiet zuständig ist. Ein Finanzamt, ein Arbeitsmarktservicecenter sowie ein Landeskrankenhaus sind ebenfalls in der Stadt zu finden.
Freistadt ist Sitz des Bezirkspolizeikommandos und einer Polizeiinspektion, die im selben Gebäude an der Mühlviertler Bundesstraße (B 310) untergebracht sind. Die Betreuung der ehemaligen Bundesstraße B 310 im Stadtgebiet Freistadt wird jedoch durch die Autobahnpolizei Neumarkt übernommen und ist somit außerhalb des Zuständigkeitsbereichs der örtlichen Polizei. Ferner verfügt die Stadt über eine eigene Stadtpolizei mit zwei Bediensteten, die im Rathaus postiert sind.
Seit 1626 besteht in der Stadt eine Poststation (Postamt). Um 1891 übersiedelte das Amt von der Böhmergasse in die Waaggasse und seit den 1990er Jahren befindet sich das Postamt außerhalb der Stadtmauern, zwischen dem Marianum und dem Brauhaus.
In Freistadt ist seit 1879 eine Garnison ansässig, die zuerst von der k.u.k. Armee, später vom Österreichischen Bundesheer und zwischen 1938 und 1945 von der Wehrmacht genutzt wurde. Im Jahr 1937 übersiedelte das Heer vom Schloss Freistadt in die neu errichtete Tilly-Kaserne im Süden der Stadt (rund einen Kilometer südlich des Linzertors). Nachdem in dieser Kaserne lange Zeit jährlich rund 300 Grundwehrdiener ausgebildet worden waren, dient sie seit 2006 der Kader-Ausbildung. Mit dem militärischen Schießplatz in der Zelletau und dem Garnisonsübungsplatz (GÜPL) Geyer in St. Peter gibt es zwei militärische Übungsplätze im Raum Freistadt. Ende 2015 wird die Tilly-Kaserne unter anderem aus Einsparungsgründen geschlossen. Ende Jänner 2015 sind in ein leer stehendes Gebäude am Kasernenareal etwa 50 Kriegsflüchtlinge eingezogen. Der Entscheidung für die Aufnahme der Flüchtlinge in der Kaserne ging eine kontrovers geführte Diskussion voran. Mit der Plattform „Flüchtlinge – Willkommen in Freistadt“ setzte die Zivilgesellschaft ein deutliches Zeichen für das Bemühen um die gastfreundliche Aufnahme der Flüchtlinge.
Seit 1870 besteht in Freistadt eine Freiwillige Feuerwehr, die ursprünglich im äußeren Schlosshof in der Altstadt untergebracht war. Da diese Räumlichkeiten mit der Zeit zu eng wurden, bezog die Feuerwehr 1994 das nunmehrige Gebäude nördlich der Stadt an der B 310. 2008 zählte die Feuerwehr etwa 100 Mitglieder und war im Besitz von acht Fahrzeugen sowie mehreren Anhängern für Brand- und technische Einsätze. Das Unternehmen Haberkorn unterhält eine eigene Betriebsfeuerwehr.
Die Bezirksstellen der Arbeiterkammer, der Landwirtschaftskammer und der Wirtschaftskammer befinden sich in Freistadt. Ferner sind auch die Bezirkssekretariate der politischen Parteien ÖVP, SPÖ, Grüne und FPÖ in Freistadt angesiedelt.

### Bildung

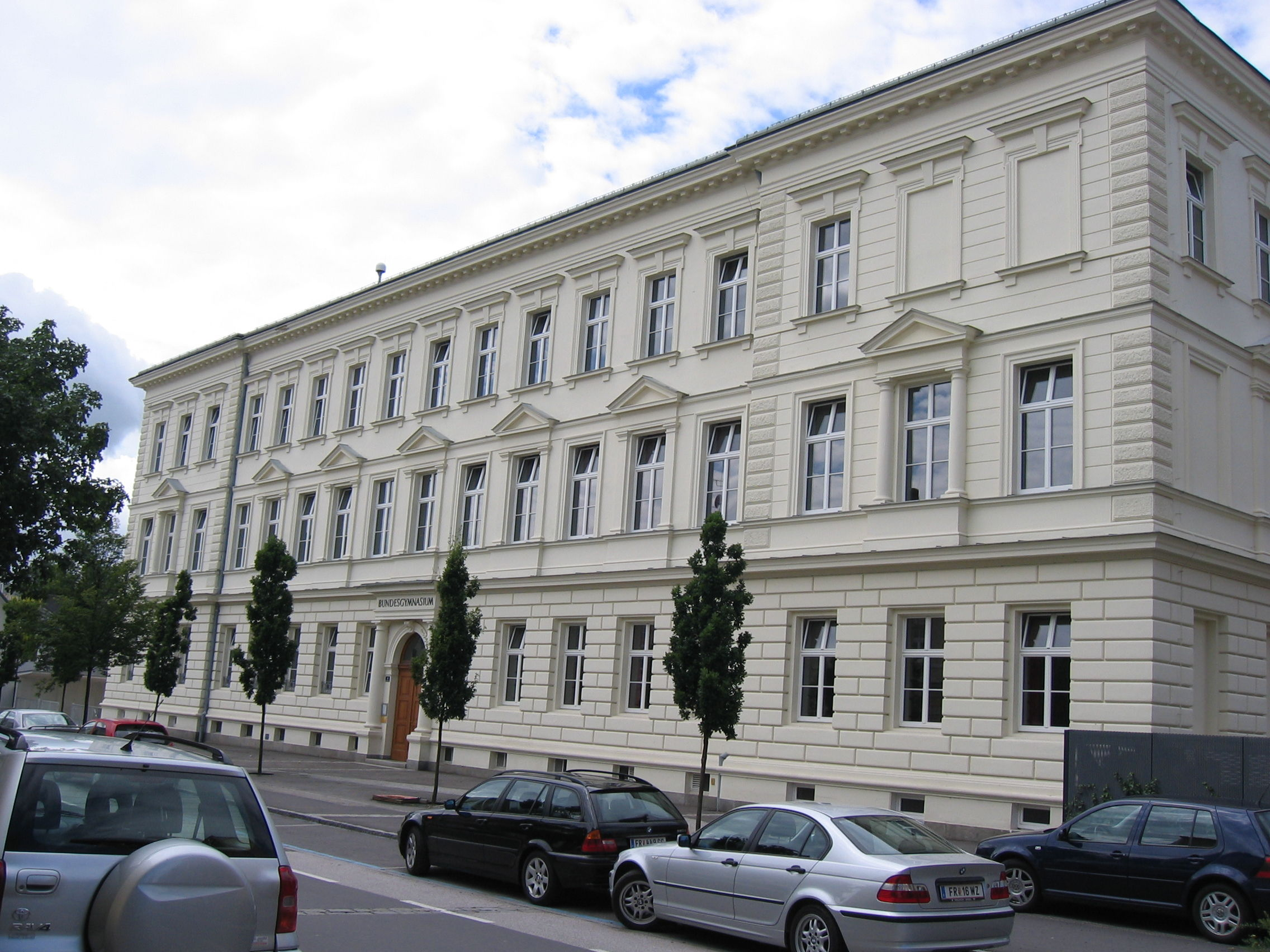
Gymnasium (Altbau)

Bildung hat in Freistadt eine lange Tradition, bereits 1371 wurde in einer Urkunde ein Schulmeister erwähnt. 1404 wurde ein Haus als Schulhaus bezeichnet und 1543 eine Lateinschule zum ersten Mal erwähnt. Heute ist Freistadt das schulische Zentrum des Bezirks und verfügt über Schultypen der primären und sekundären Bildung. Für die schulpflichtigen Kinder und Jugendlichen gibt es in Freistadt zwei Volksschulen, drei Hauptschulen, eine Polytechnische Schule und eine allgemeinbildende höhere Schule mit zwei Schultypen, einem gymnasialen und einem realgymnasialen Zweig. Die dreijährige Fachschule für wirtschaftliche Berufe und die Landwirtschaftliche Fachschule bieten in Freistadt zwei berufsbildende mittlere Schulen. Darüber hinaus befinden sich mit einer Handelsakademie, einer Höheren Technischen Lehranstalt mit Schwerpunkt Logistik und einer Höheren Lehranstalt für wirtschaftliche Berufe drei berufsbildende höhere Schulen mit Maturaabschluss in der Stadt. Diese Schulen werden insgesamt von 2636 Schülern besucht, 1482 (56 %) davon sind weiblich.
Zusätzlich bestehen eine gewerbliche Berufsschule für Maurer, Zimmerer und Dachdecker, die Landesmusikschule im Kulturzentrum Salzhof und eine Schule für Gesundheits- und Krankenpflege mit Diplomabschluss, die beim Landeskrankenhaus Freistadt angesiedelt ist.
Für die Erwachsenenbildung besteht in Freistadt eine Zweigstelle der Volkshochschule Oberösterreich sowie ein Standort des Berufsförderungsinstituts Oberösterreichs.
Von den Bibliotheken in Freistadt ist die größte jene des Pfarrhofes. Das Schlossmuseum enthält eine kleine Bibliothek mit historischen Büchern und Kartografien zur Stadtgeschichte.

### Energie und Infrastruktur

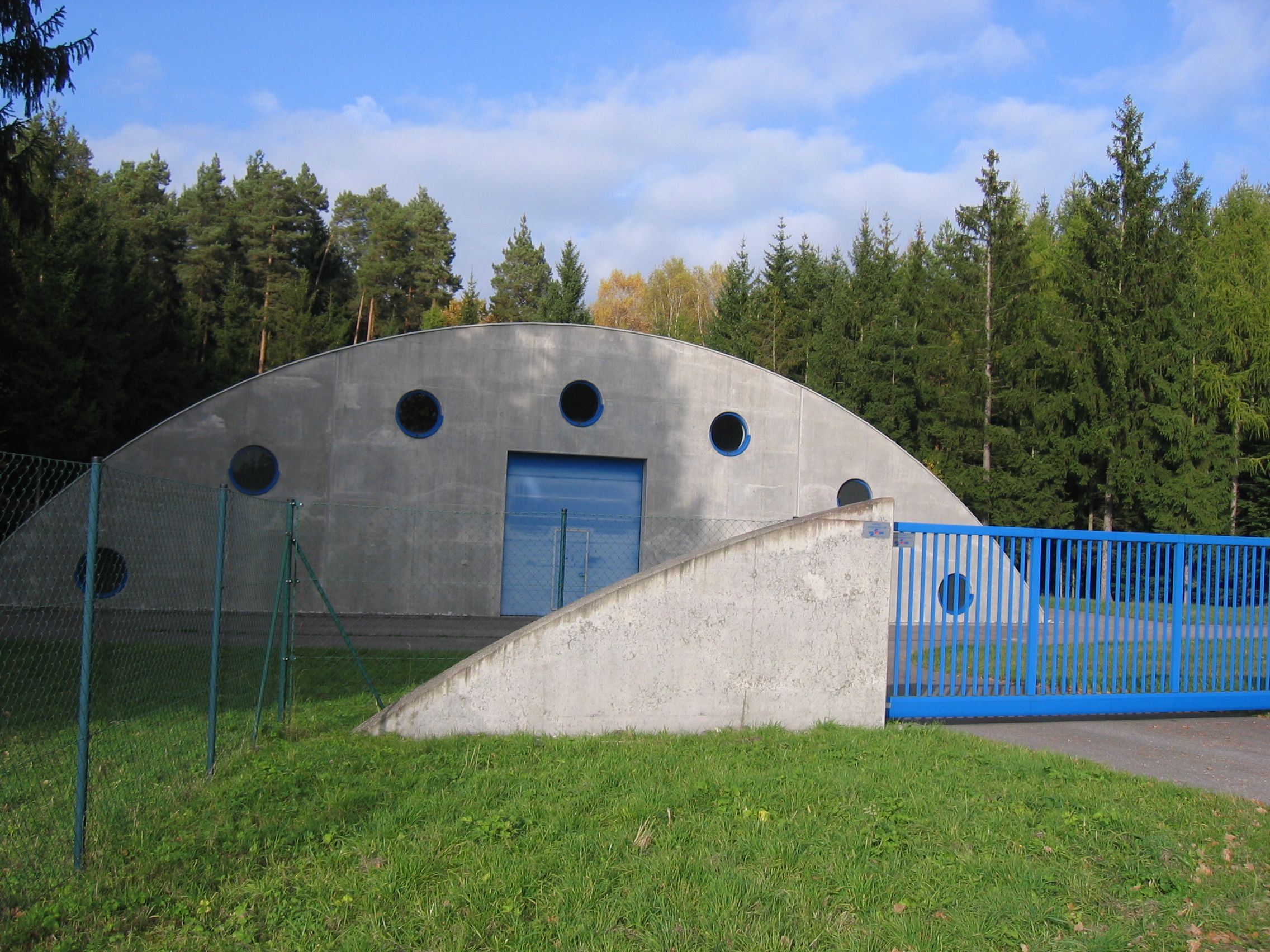
Wasserwerk Galgenau

Ab 1919 wurde die Stadt vom Brauhaus mit Strom versorgt. Zwischen 1921 und 1927 erfolgte der Ausbau des Ortsnetzes und 1922 der Anschluss an die Hochspannungs-Stromversorgung der Linzer Tramway und Elektrizitäts Gesellschaft (TEG) (heute: Linz Strom GmbH). Die Stadt verbrauchte im Geschäftsjahr 2008 rund 34,7 GWh an elektrischer Energie, die Linz Strom AG versorgt etwa 5200 Kundenanlagen im Stadtgebiet (Stand: 30. September 2007).
Die Trinkwasser-Versorgung im Stadtgebiet ist Eigentum der Gemeinde. Die Bevölkerung benötigt rund 1500 Kubikmeter Trinkwasser pro Tag, davon werden drei Viertel aus dem Tiefbrunnen Galgenau, nahe der südlichen Gemeindegrenze, gewonnen. Im Wasserwerk Galgenau befindet sich die Zentrale der Wasserversorgung und zusätzlich eine Wasseraufbereitungsanlage. Das restliche Viertel wird aus zwölf Quellfassungen nordöstlich der Stadt (Gemeinde Grünbach: Ortsteile Schlag und Rauchenödt) eingespeist. Die Versorgung wird mit mehreren Hochbehältern im Graben, an der Oswalder Straße und in Galgenau gesichert. Das städtische Wasser gilt mit einer Wasserhärte von 3,4° deutscher Härte als weiches Wasser, der pH-Wert beträgt in etwa 8,0, womit das Wasser basisch ist. Für die Sicherung der Wasserqualität besteht in der Jaunitzsenke ein großes Grundwasserschongebiet.
Die Erdgasversorgung der Stadt erfolgt durch die OÖ Ferngas GmbH. Das Biomasseheizkraftwerk verfügt seit der letzten Erweiterung 2008 über eine Leistung von 4000 kW und versorgt alle öffentlichen Gebäude und rund 600 Wohnhäuser.
Der Fernsehempfang über Antenne vom Sender Lichtenberg ist, bedingt durch die Lage der Stadt in einer Talsenke, im gesamten Stadtgebiet sehr eingeschränkt. Daher unterstützt ein Sender nahe Grünbach, fünf Kilometer nordöstlich der Stadt, die Versorgung. Gesendet wird DVB-T auf Kanal 43 mit 900 Watt. Durch das Freistädter Unternehmen Elektro Pachner wird Kabelfernsehen im dichtbesiedelten Stadtgebiet angeboten.
In Freistadt erfolgt die Entsorgung des Abfalls über den Bezirksabfallverband Freistadt. Bio-, Plastik- und Restabfall werden regelmäßig abgeholt, zusätzlich besteht ein Altstoffsammelzentrum und eine Kompostierungsanlage für Bioabfall. Der angefallene Restabfall wird zur Linz Service GmbH transportiert und dort mechanisch bzw. biologisch verarbeitet.
Mit vier Nachbargemeinden (Rainbach, Grünbach, Waldburg und Lasberg) betreibt die Stadt den Reinhaltungsverband Freistadt und Umgebung. Die gemeinsame Kläranlage steht auf Freistädter Gemeindegebiet nahe der Feldaist und wurde 2008 auf einen Einwohnergleichwert von 30.000 erweitert.
Die Wetterstation Freistadt befindet sich auf dem Gelände der Kläranlage und wird von der ZAMG betrieben.

### Verkehr

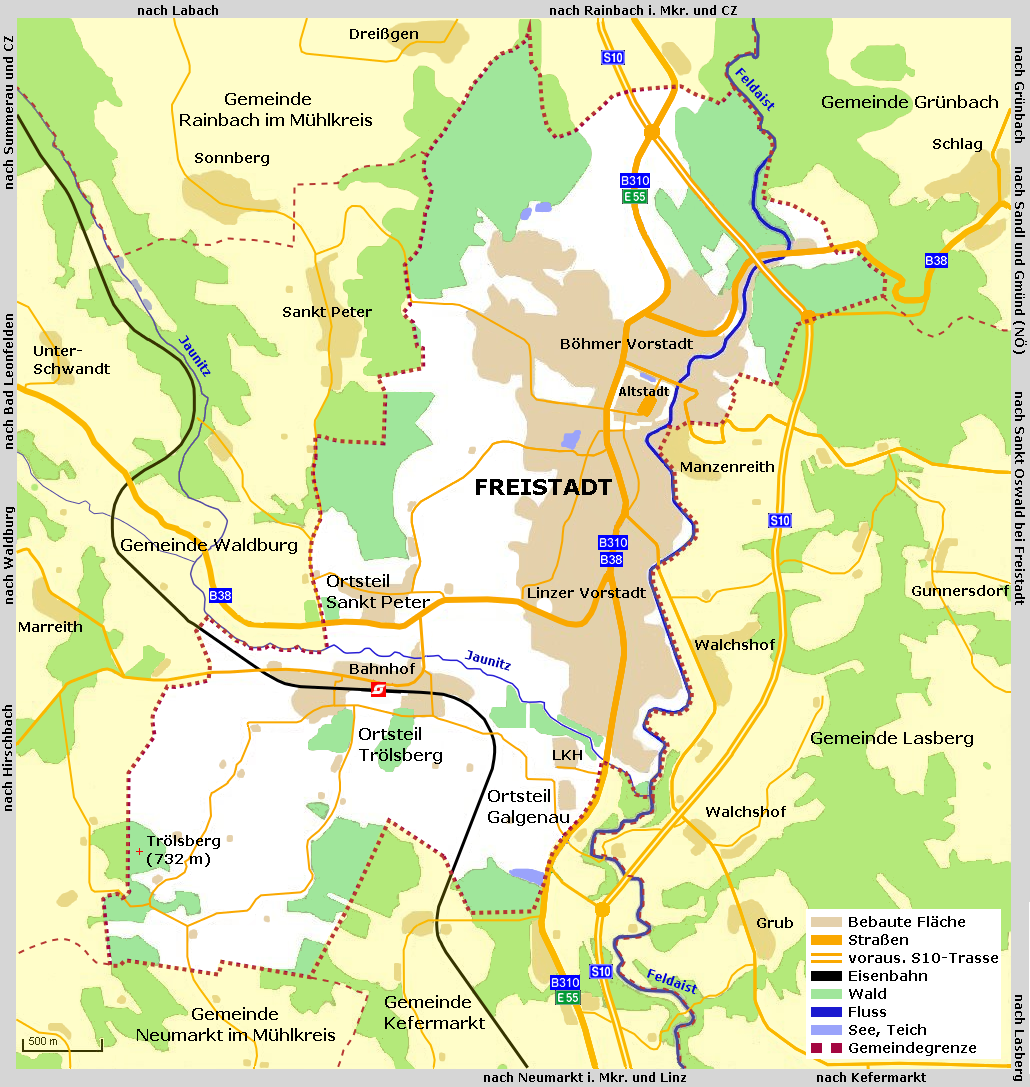
Verkehrswege und Siedlungsgebiet

Seit Herbst 2015 ist Freistadt mit dem hochrangigen Straßennetz Österreichs verbunden. Die ASFINAG baute die autobahnähnliche Mühlviertler Schnellstraße S 10 zwischen Unterweitersdorf (Autobahnende der A 7) und Rainbach im Mühlkreis, die östlich an der Stadt vorbeigeführt wird. Im Bereich von Freistadt sind drei Anschlussstellen vorgesehen: Freistadt Süd, Grünbach/Sandl (B 38) und Freistadt Nord. Nach dreijähriger Bauzeit erfolgte am 15. November 2014 die Verkehrsfreigabe der Umfahrung Freistadt.
In Freistadt kreuzen sich mit der Mühlviertler Straße B 310 und der Böhmerwald Straße B 38 zwei Landesstraßen mit Vorrang. Die B 310 (E 55) führt von Unterweitersdorf bis zur Staatsgrenze beim ehemaligen Grenzübergang Wullowitz (in der Gemeinde Leopoldschlag) nach Tschechien und durchquert die Stadt von Süd nach Nord. Die B 38 führt von Horn bis zur Staatsgrenze beim ehemaligen Grenzübergang Wegscheid nach Deutschland und führt von Ost nach West durch Freistadt. Überdies führen von Freistadt drei Landesstraßen weg: nach Hirschbach (L 1498) im Westen, nach Lasberg und Kefermarkt (L 1476) im Südosten sowie nach St. Oswald (L 579) im Osten. Im Gemeindegebiet passierten im Jahr 2009 fünf Unfälle mit Personenschaden, die meisten im gesamten Bezirk (13 Unfälle mit Personenschaden).

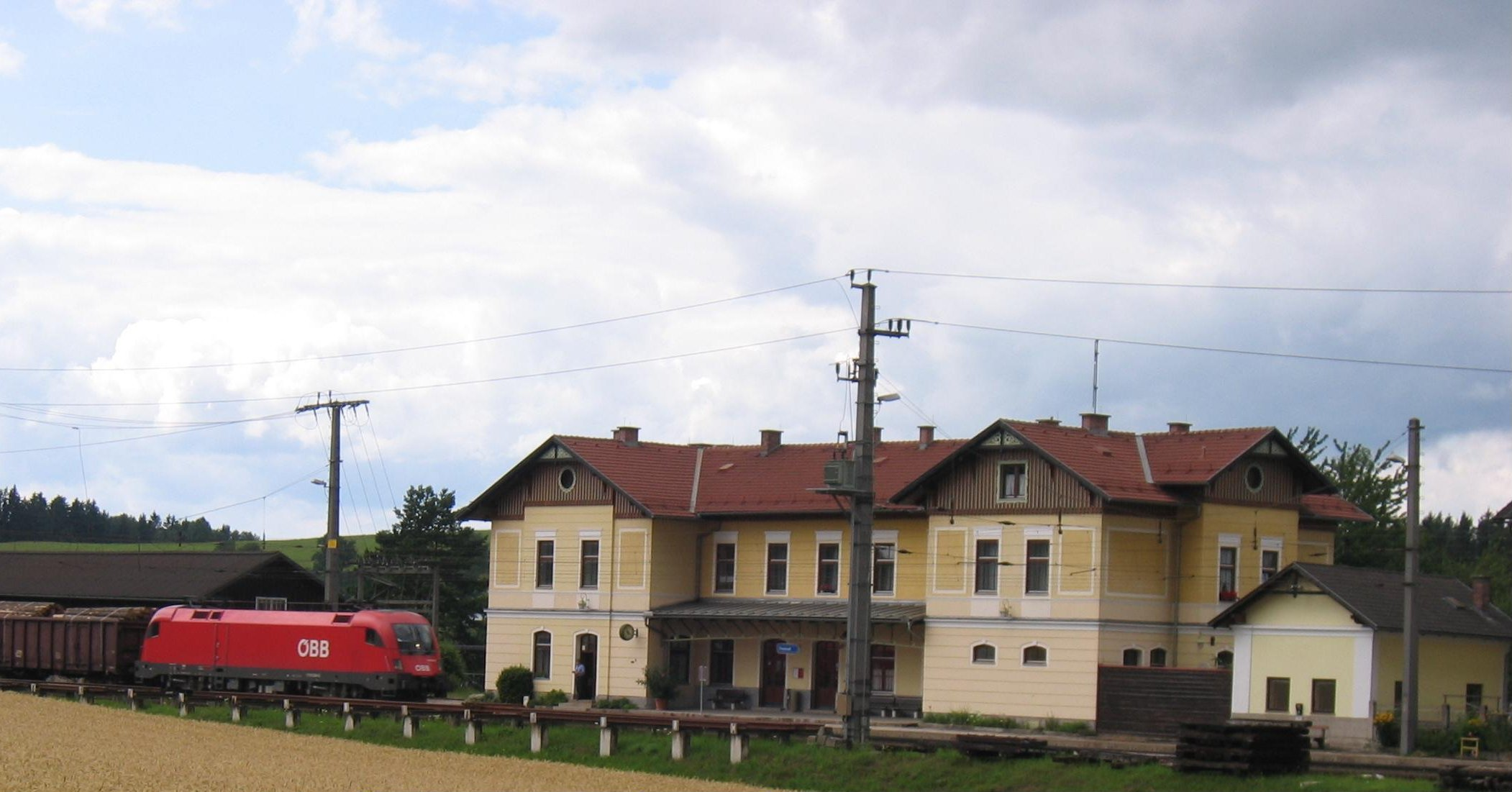
Bahnhof

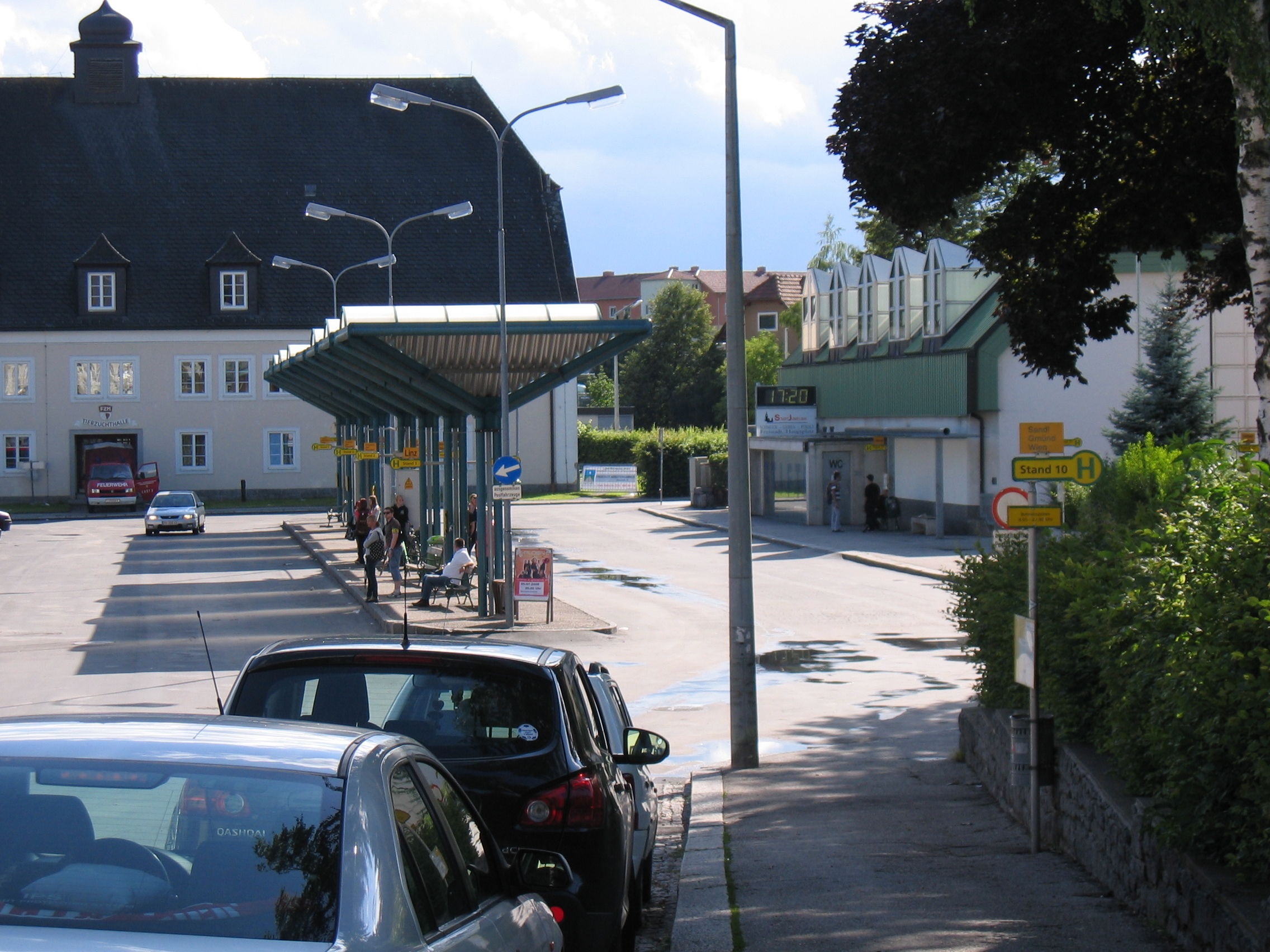
Stifterplatz, der zentrale Busknotenpunkt der Stadt

Seit Beginn der 1990er Jahre bestehen vor allem entlang der B 310 Einrichtungsradwege. Zusätzlich wurden in der Zemannstraße und in der Altstadt Radwege markiert; bei einigen Straßen ist das Fahren gegen die Einbahn erlaubt. Große Bereiche abseits der Hauptdurchgangsstrecken sind als Tempo-30-Zone verkehrsberuhigt. Dennoch hat das Radfahren in Freistadt nur eine untergeordnete Bedeutung und die Stadt liegt an keinem oberösterreichischen Radwanderweg.
Seit Anfang der 2000er Jahre werden Pläne zur Umwandlung der Eisengasse und des angrenzenden Höllplatzes in eine Fußgängerzone im Gemeinderat diskutiert. Bislang wurde keine Mehrheit für die Einrichtung erzielt. Die betroffenen Gewerbetreibenden der Eisengasse sind gegen dieses Projekt. Freistadt ist eine der vier oberösterreichischen Gemeinden, in denen die Zentrumszone, eine Mischung aus Fußgängerzone und Tempo-30-Zone, eingeführt wird.
Zwischen 1832 und 1872 führte die Pferdeeisenbahn Budweis–Linz–Gmunden rund vier Kilometer südwestlich an der Stadt vorbei. Freistadt hatte jedoch keine eigene Station. Erst mit dem Bau der Summerauer Bahn, die 1872 ursprünglich von St. Valentin nach Budweis führte, erhielt Freistadt einen Bahnanschluss. 1873 wurde die Strecke nach Linz eröffnet und Freistadt an die Landeshauptstadt Linz angeschlossen. Der Bahnhof, der heute von den Österreichischen Bundesbahnen (ÖBB) betrieben wird, liegt rund drei Kilometer südwestlich vom Stadtzentrum entfernt. Im gegenwärtigen Fahrplan (2015) bestehen direkte Verbindungen nach Linz, Prag und Budweis.
In Freistadt verkehrte ab 1994 ein Citybus, der wieder eingestellt wurde. Ausgehend von Freistadt besteht ein dichtes Netz an Busverbindungen, die im Rahmen des Oberösterreichischen Verkehrsverbundes von der ÖBB-Postbus GmbH bedient werden. Es existieren Verbindungen in die anderen Orte des Bezirkes Freistadt sowie des Bezirkes Urfahr-Umgebung, nach Linz und Niederösterreich (Gmünd und Horn). Eine internationale Busverbindung besteht nach Dolní Dvořiště/Unterhaid.
Freistadt gibt dem Funkfeuer FRE einer internationalen Luftstraße den Namen. Das Funkfeuer selber befindet sich aber ca. 30 km weiter südwestlich in der Gemeinde Herzogsdorf.
Einige Kilometer westlich liegt der 1964 erbaute, kleine Flugplatz Freistadt. Dieser verfügt über eine Graspiste mit einer Länge von 595 Metern und hat die IACO-Kennung LOLF. Der nächstgelegene internationale Verkehrsflughafen ist der Flughafen Linz in Hörsching, rund 53 Kilometer in südwestlicher Richtung entfernt.

### Gesundheitswesen und Soziales

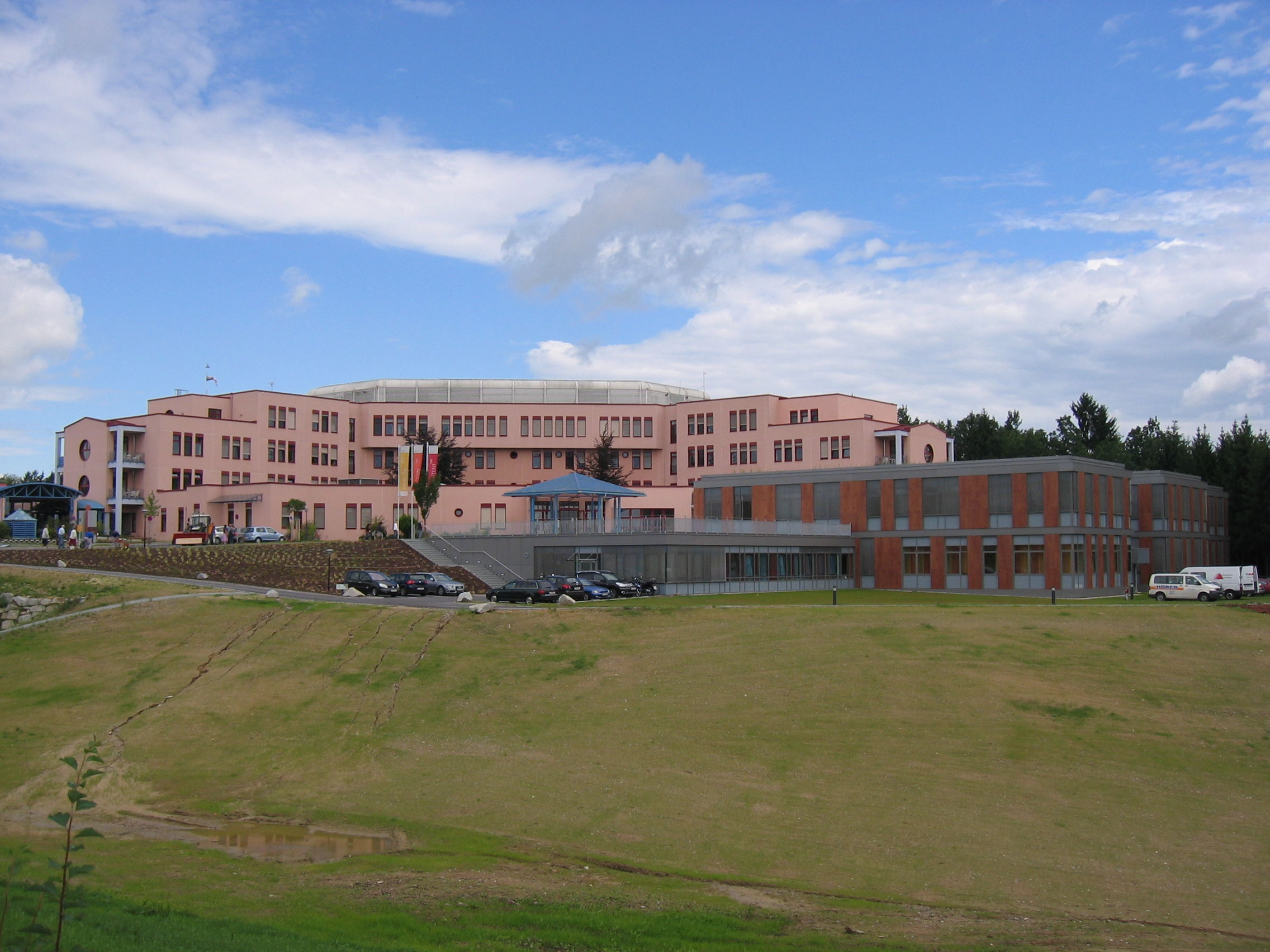
LKH Freistadt mit neuem Zubau

Der Rettungsdienst wird wie im gesamten Bezirk Freistadt vom Roten Kreuz gestellt. In Freistadt befindet sich die Bezirksstelle, von der aus das Stadtgebiet und die umliegenden Gemeinden betreut werden.
Das Landeskrankenhaus Freistadt verfügt über 176 Betten sowie zwei Institute und ist im Besitz der Oberösterreichischen Gesundheits- und Spitals-AG (GESPAG). Es umfasst vier Fachabteilungen: Chirurgie, Frauenheilkunde und Geburtshilfe, Innere Medizin sowie Unfallchirurgie. Im August 2008 gingen eine psychiatrische Tagesklinik und eine vergrößerte Ambulanz in Betrieb.
Für die Seniorenbetreuung bietet Freistadt ein Bezirksseniorenheim und ein mobiles Hospiz-Team. Der ambulante Hospizdienst berät zu Angeboten der Palliativversorgung und bietet Trauerbegleitung an.
Ferner besteht in Freistadt eine Außenstelle der ÖGK mit angeschlossenem Zahnambulatorium.

## Politik

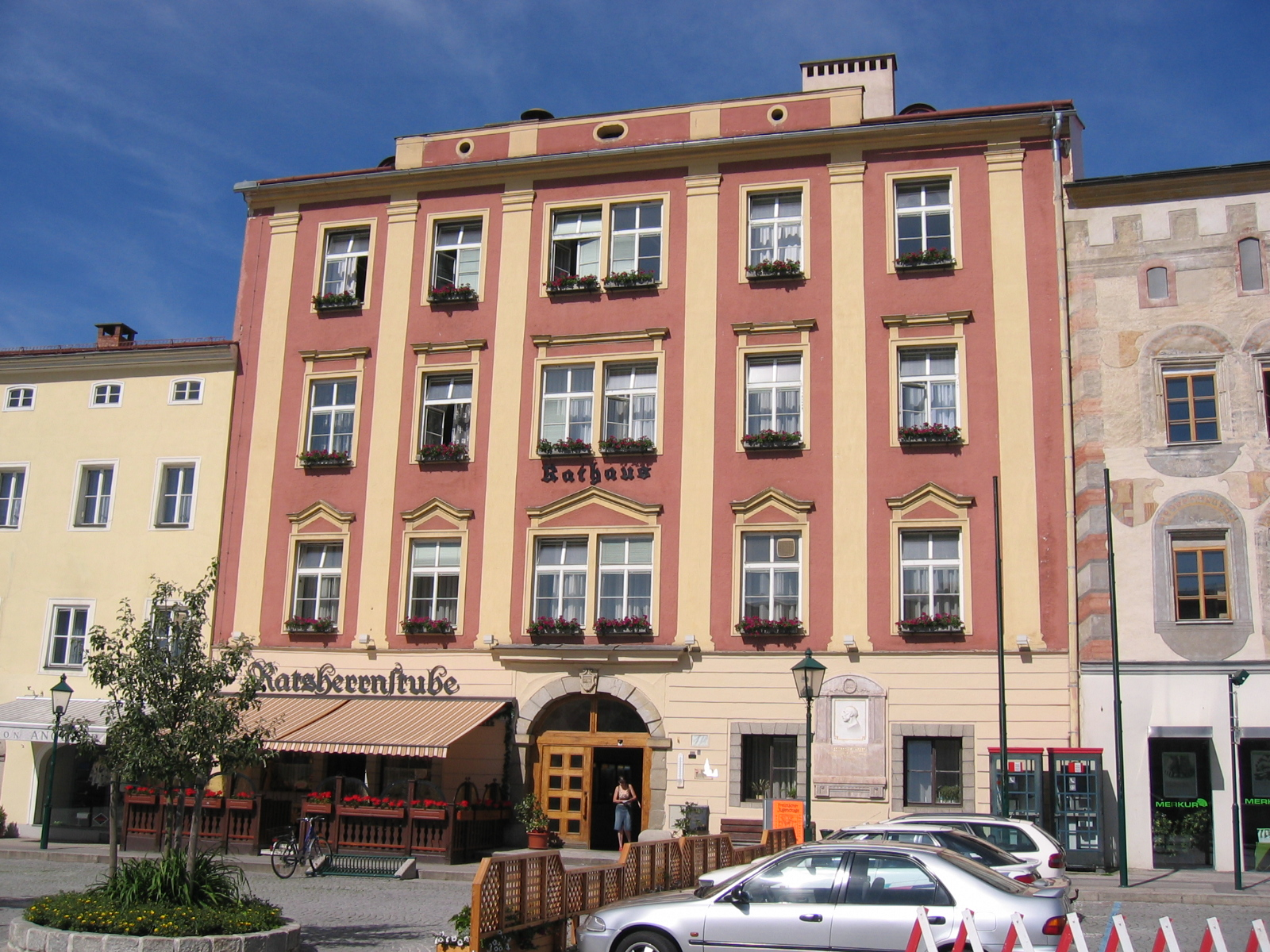
Rathaus Freistadt

### Gemeindevertretung
Ab 1286 gab es in Freistadt einen Stadtrichter, 1354 wurden der Rat und die Geschlossenheit der Bürger und 1388 Jakob Megerlein als der erste Bürgermeister der Stadt erwähnt. Wie in anderen Städten dieser Zeit gab es den Inneren Rat, den eigentlichen Stadtrat. Die acht Mitglieder waren aus dem Stand der Handelsbürger und traten zweimal wöchentlich zusammen. Später kam der Äußere Rat hinzu, das Vertretungsorgan der Gesamtbürgerschaft, in dem die Handwerker vertreten waren.
Die städtische Selbstverwaltung mit jährlichen Bürgermeister-, Richter- und Ratswahlen und regelmäßiger Erneuerung der Stadtordnung endete im Jahr 1600. Ab diesem Zeitpunkt wurde der Einfluss der Landesfürsten (Habsburger) immer spürbarer, so dass letztlich die Bürgermeister, Stadtrichter und Ratsmitglieder nur mit Zustimmung des Landeshauptmanns und der von ihm berufenen Wahlkommissäre gewählt werden konnten. Mit der Magistratsverfassung von 1783 löste der Magistrat, bestehend aus Bürgermeister und Räten, den alten Stadtrat und den Stadtrichter als Behörde ab. Diese Magistratsverfassung blieb bis in das Jahr 1848/49 bestehen und wurde durch die bis heute gültige Gemeindeordnung ersetzt. Die seit 1849 frei gewählten Bürgermeister und Stadträte waren und sind Vertreter von politischen Strömungen. In den Jahren 1934 bis 1945, Ständestaat und NS-Zeit, fanden keine freien und geheimen Gemeinderatswahlen statt.
Die Gemeinderats- und Bürgermeisterwahlen finden alle sechs Jahre, zeitgleich mit der Landtagswahl statt. Im Jahr 1945 erreichte die ÖVP mit 55,7 % die absolute Mehrheit. Zweitstärkste Partei wurde damals die SPÖ mit 42,1 %, gefolgt von der KPÖ mit 2,2 %. Seit 1949 besteht der Gemeinderat aus mindestens drei Parteien, der ÖVP, der SPÖ und der WdU (nachfolgend: FPÖ). 1985 wurde die Bürgerliste Gruppe für Umweltschutz und Transparenz (GUT) zum ersten Mal in den Gemeinderat gewählt. Bei den Wahlen 2009 schaffte das BZÖ zum ersten Mal den Sprung in den Gemeinderat. Seitdem sind fünf Parteien im Freistädter Gemeinderat vertreten.
Der Gemeinderat besteht aus 37 Räten, aus deren Reihen der Gemeindevorstand, bestehend aus neun geschäftsführenden Stadträten, gewählt wird. Der Bürgermeister ist ebenfalls Mitglied des Stadtrates.

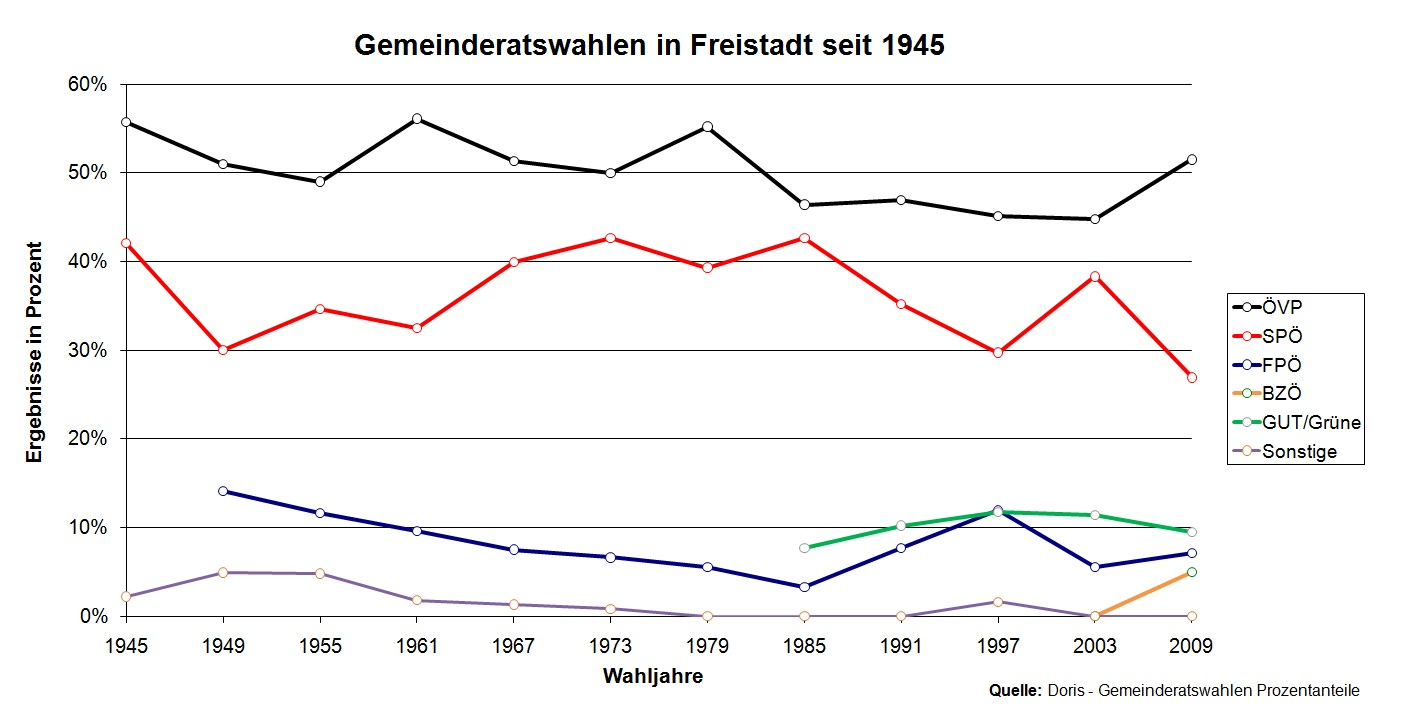
Gemeinderatswahlergebnisse seit 1945

Die Gemeinderatswahl 2021 mit einer Wahlbeteiligung von 76,06 % ergab folgendes Ergebnis:
| Partei / politische Gruppierung | Stimmen- anteil | Verän- derung | Sitze im Gemeinderat | Verän- derung |
| ------------------------------- | --------------- | ------------- | -------------------- | ------------- |
| ÖVP                             | 34,2 %          | -10,3 %       | 13                   | -4            |
| SPÖ                             | 27,8 %          | +6,4 %        | 10                   | +2            |
| GRÜNE                           | 12,8 %          | +1,9 %        | 5                    | +1            |
| FPÖ                             | 13,0 %          | -0,3 %        | 5                    | +0            |
| WIFF                            | 12,3 %          | +2,4 %        | 4                    | +1            |

### Bürgermeister
Im Jahr 1388 wurde Jakob Megerlein als der erste Bürgermeister Freistadts erwähnt. Seit der Märzrevolution 1848 stellten die Konservative Partei, die Christlich-Soziale Partei (CS) und schließlich die Österreichische Volkspartei (ÖVP) alle demokratisch gewählten Bürgermeister von Freistadt, wobei seit 1997 der Bürgermeister direkt gewählt wird.
Bei den Gemeinderatswahlen 2015 wurde der seit 23. Oktober 2007 amtierende Bürgermeister Christian Jachs (ÖVP) mit 57,2 % der Stimmen im Amt bestätigt. Am 16. August 2016 erlag Jachs einem Krebsleiden. Am 4. Dezember 2016 wurde die bisherige Vizebürgermeisterin Elisabeth Paruta-Teufer mit 57,7 % der Stimmen zur Bürgermeisterin gewählt. Durch ein Sondergesetz wurde es ermöglicht ausnahmsweise am selben Tag auch die Bundespräsidentenwahl (verschobene Wiederholung der Stichwahl) durchzuführen. Bei der Bürgermeisterwahl 2021 erreichte die amtierende ÖVP-Bürgermeisterin Elisabeth Teufer 36,25 % und lag somit hinter Herausforderer Christian Gratzl von der SPÖ mit 32,65 %. In der Stichwahl gewann Gratzl mit 59,38 %. Teufer erhielt 40,62 % der Stimmen.

### Stadtfinanzen
Im Jahr 2007 hatte Freistadt 17 Millionen Euro Einnahmen und 18,8 Millionen Euro Ausgaben; dennoch konnte eine ausgeglichene Bilanz erzielt werden, da das Land Oberösterreich einen Zuschuss gewährte. Die größten Einnahmequellen sind die Ertragsanteile aus dem Finanzausgleich mit 5 Millionen Euro und die Kommunalsteuer mit 1,7 Millionen Euro. Freistadt ist die finanzkräftigste Gemeinde des Bezirks und liegt auf Platz 77 (2006: Platz 70) in Oberösterreich (438 Gemeinden). Die Gemeindeschulden pro Kopf beliefen sich auf 1596 Euro, 80 Euro weniger als der Durchschnitt des Landes Oberösterreich und rund 450 Euro weniger als der Bezirks-Durchschnitt. Die Verschuldung pro Kopf ist tendenziell rückläufig und lag 2022 bei 1.343 Euro pro Einwohner.

### Städtepartnerschaften
Freistadt unterhält eine Städtepartnerschaft mit der südböhmischen Stadt Kaplice (Kaplitz). Diese seit 1994 existierende Partnerschaft hat eine Zusammenarbeit im gesellschaftlich-kulturellen sowie im sportlichen Bereich zum Ziel.

### Patenschaften
1982 hat Freistadt die Patenschaft über die auf Grund der Beneš-Dekrete vertriebenen Deutschböhmen der Stadt und Pfarre Rosenberg im Böhmerwald (tschechisch Rožmberk nad Vltavou) übernommen. Alljährlich vom Fronleichnamstag bis zum darauf folgenden Sonntag (vier Tage) findet in Freistadt ein Rosenberger-Treffen statt.

### Wappen
Offizielle Beschreibung des Gemeindewappens:
„In rot ein silberner Balken.“
Der rot-weiß-rote Schild ist das Zeichen der seinerzeitigen landesfürstlichen Stadtherrschaft. Der Babenberger Herzog Friedrich II. führte seit 1230 den Bindenschild im Siegel, den in der Folge König Ottokar II. Přemysl und schließlich die Habsburger als Hauswappen kontinuierlich übernahmen, um sich damit als Nachfolger der Babenberger zu dokumentieren.
Seit 1282 wird das Stadtwappen nachweislich im Siegel mit der Umschrift SIGILLVM . CIVIVM . DE . VREIINSTAT verwendet. In der Mitte des 14. Jahrhunderts wurde das Eigentum der Stadt mit dem rot-weiß-roten Schild gekennzeichnet. Auf dem Böhmertor, einem Torturm im Norden der Altstadt, ist ein solches Schild zu sehen. Ab dem 10. September 1821 wurde der kaiserliche Doppeladler, mit dem rot-weiß-roten Stadtwappen als Brustschild, verwendet.
Auf Wunsch der Gemeindeverwaltung wurde am 10. September 1907 von Kaiser Franz Josef I. das Wappen geändert. Das von blau und gold geteilte Wappen zeigte oben einen Engel mit silbernen Flügeln und goldenem Sternenkranz um das Haupt, der ein goldenes Kreuz und einen grünen Palmzweig hielt. Unten zeigte das Wappen einen schwarzen Doppeladler mit rot-weiß-rotem Brustschild. Am 24. Juli 1939 wurde vom Landeshauptmann des Gaues Oberdonau wieder das ursprüngliche – heutige – Wappen eingeführt.

## Persönlichkeiten
Die Stadt Freistadt hat bisher sechs ehemaligen Bürgermeistern nach Ende ihrer Amtszeit die Ehrenbürgerschaft verliehen. Als erstem Bürgermeister wurde Emanuel Lechner (Amtszeit 1879–1883) am 25. Juli 1900 diese Ehre zuteil. Dem Freistädter Komponisten Franz Neuhofer (1870–1949) wurde ebenfalls die Ehrenbürgerschaft verliehen. Hauptberuflich war er Chorleiter, Lehrer sowie Domorganist in Linz, wo Neuhofer auch starb.
Viele mittelalterliche Gebäude sind dem Freistädter Steinmetzmeister Mathes Klayndl (etwa 1440–1510) zu verdanken. Obwohl durch die beiden großen Stadtbrände zahlreiche Gebäude vernichtet wurden, kann seine Baukunst unter anderem am Linzertor, Böhmertor und an vielen weiteren Gebäuden in und um Freistadt bewundert werden. Mathes' Bruder Steffan Klain war ebenfalls Steinmetzmeister, wurde um 1465 zum Stadtbaumeister in Chur, Kanton Graubünden berufen und wurde zum Promotor des spätgotischen Baubooms in Graubünden.
Der Färbermeister und Maler Aloys Zötl (1803–1887) wurde in der Stadt geboren. Jahrzehnte nach seinem Tod wiederentdeckt, wurde er von André Breton in die Liste der Surrealists avant la lettre aufgenommen. Zötl ist damit der einzige „offiziell“ anerkannte österreichische Surrealist.
1846 wurde Edward Samhaber in Freistadt geboren. Er war Literaturhistoriker, Lyriker, Dramatiker und Gymnasiallehrer in Freistadt. Am Rathaus befindet sich eine Gedenktafel für den 1910 in Linz verstorbenen Sohn der Stadt.
Fünf Freistädter Gemeinderatsmitglieder oder Bürgermeister waren bzw. sind als Abgeordnete zum österreichischen Nationalrat tätig. Der erste war Franz Haunschmidt von 1945 bis 1962. Später hat der Bundesbeamte Norbert Kapeller (ÖVP) von 20. Dezember 2002 bis 14. März 2011 und zuletzt Johanna Jachs (ÖVP, seit 2017) den Wahlkreis 4E (Mühlviertel) im Nationalrat vertreten. Seit Gründung des oberösterreichischen Landtags sind regelmäßig Politiker aus Freistadt darin vertreten. Aktuell sind mit Johann Affenzeller (SPÖ) und Gabriele Lackner-Strauss (ÖVP) zwei in Freistadt lebende Politiker sowie mit Maria Christine Jachs (ÖVP) eine in Freistadt geborene Abgeordnete im Oberösterreichischen Landtag tätig.
Der Leichtathlet Martin Pröll (* 1981) startet für den Linzer Verein SK VÖEST und nahm in Athen an den Olympischen Sommerspielen 2004 teil. Die Qualifikation für die Olympischen Sommerspiele 2008 in Peking schaffte er nicht. Seine Disziplinen sind der 3000-Meter-Hindernislauf und die 5000-Meter-Langstrecke. Er ist mehrmaliger österreichischer Meister über 3000 Meter Hindernis. Mit Günter Daschill stellte die Stadt einen Teilnehmer der Paralympics 2004 in Athen.
Der Komponist Hannes Raffaseder (* 1970) und die Schriftstellerinnen Andrea Winkler (* 1972) und Brigitte Schwaiger (1949–2010) sind in Freistadt geboren.
Ebenso der mehrfach preisgekrönte Filmemacher und Autor Fritz Lehner (* 1948).